# セガサターン
セガサターン（SEGA SATURN）は、日本においては1994年11月22日にセガ・エンタープライゼスから発売された家庭用ゲーム機である。一般にはサターンもしくはSSの略称で呼ばれる。発売時の日本での価格は44,800円。
本体開発に関わった日本ビクター（後のJVCケンウッド）からはVサターン（ブイサターン、V・SATURN）、日立製作所からはHiサターン（ハイサターン、HI SATURN）がそれぞれ互換機として発売された。日本ビクター製、日立製などサターン互換モデル全体としてはシリーズ累計で700万台を突破している。
世界展開したセガ歴代コンソールとしては、「SG-1000」や「セガ・マークIII」を含む「セガ・マスターシステム」シリーズ、「メガドライブ」シリーズや「ゲームギア」と比較すると、全世界累計販売台数1000万台を下回ったハードではあるが、日本市場では長年の競合相手だった任天堂の同世代機を初めて国内販売台数で上回り、セガとして日本市場で最も売れた家庭用ハードでもある。
2007年9月28日、佐倉事業所CSサービスセンター到着受付分をもって、セガによる『セガサターン』及び『Dreamcast』本体有償修理が終了した。

## ハードウェア
セガサターンの名称は、セガが発売した第六番目のコンシューマゲーム機ということから太陽系第六惑星である土星（サターン）から付けられた。
2D描画機能は当時のアーケードゲームや競合機と比較しても高水準であり、加えて変形スプライトによる3D描画も出来る。一方で3D表示はCPUによる演算と変形スプライトに頼っているため、3D全体の表現能力では専用ハードウェアを搭載する同時代の競合機であるPlayStationやNINTENDO 64に比べ劣っている。
その多彩な機能を支えるべく、多くのLSIに分散された構成となっている。初代機（HST-3200）相当に実装されているLSIはおおよそ以下の通り。他の本体形番ではLSIが異なる。

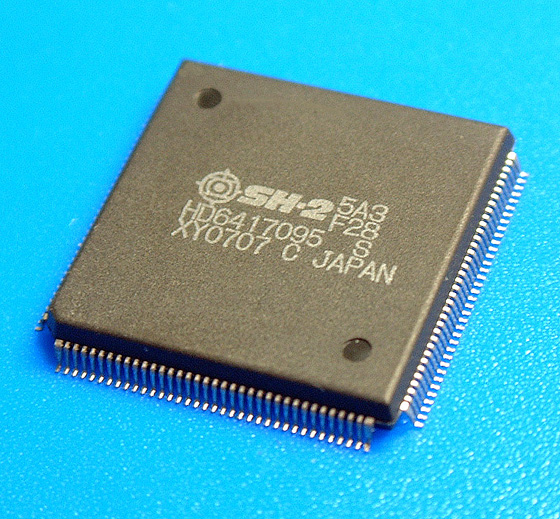
SH-2 HD6417095 （1 CORE版）
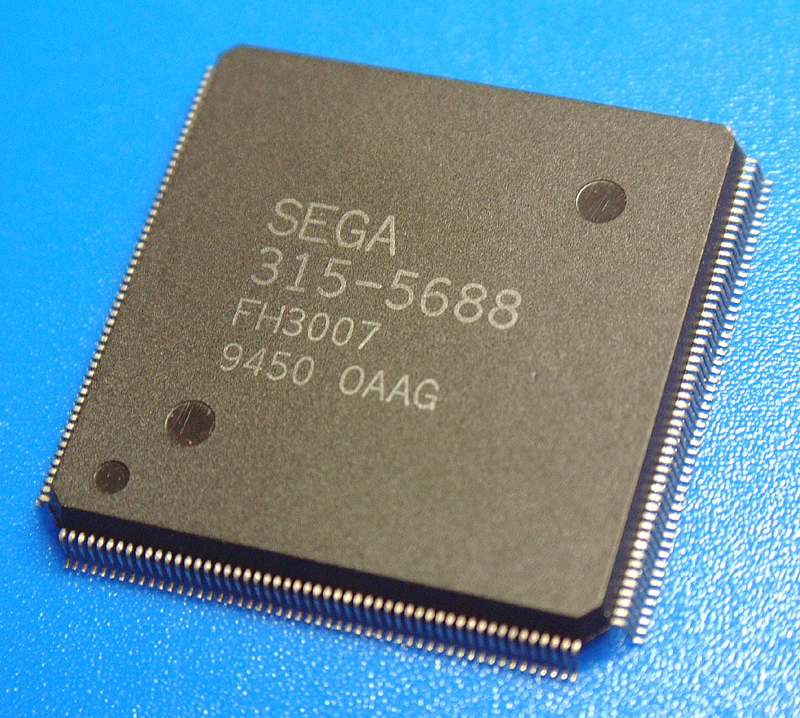
SCU 315-5688 （FH3007）
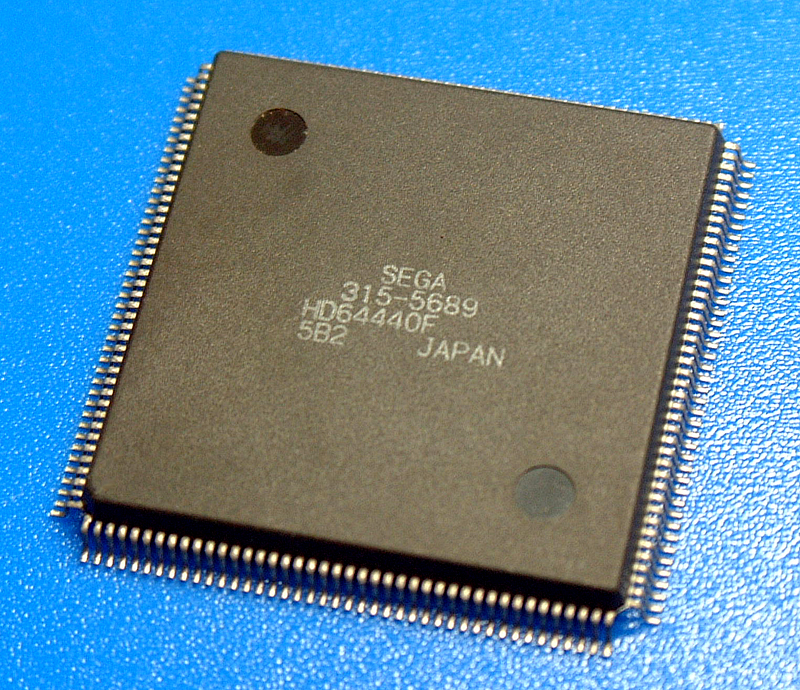
VDP1 315-5689 （HD64440F）
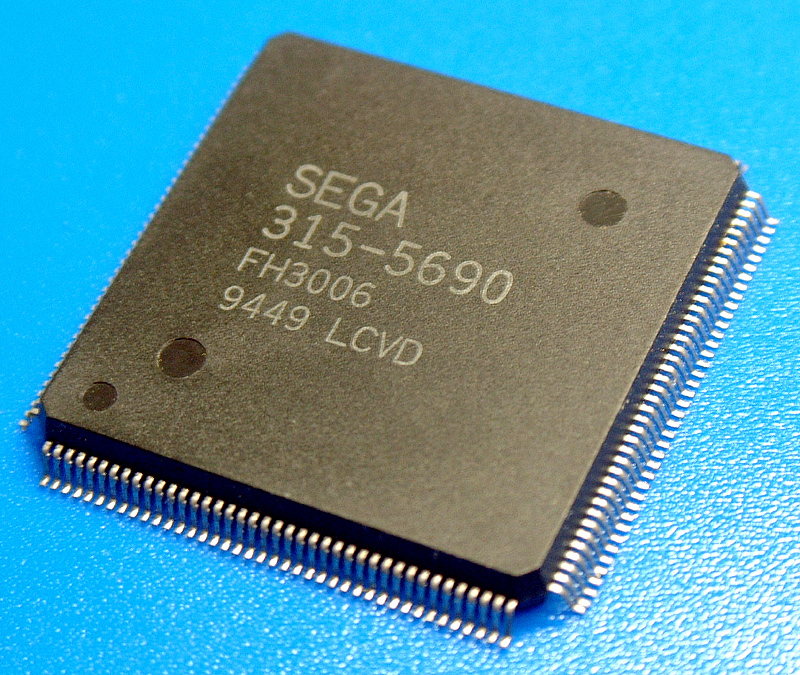
VDP2 315-5690 （FH3006）
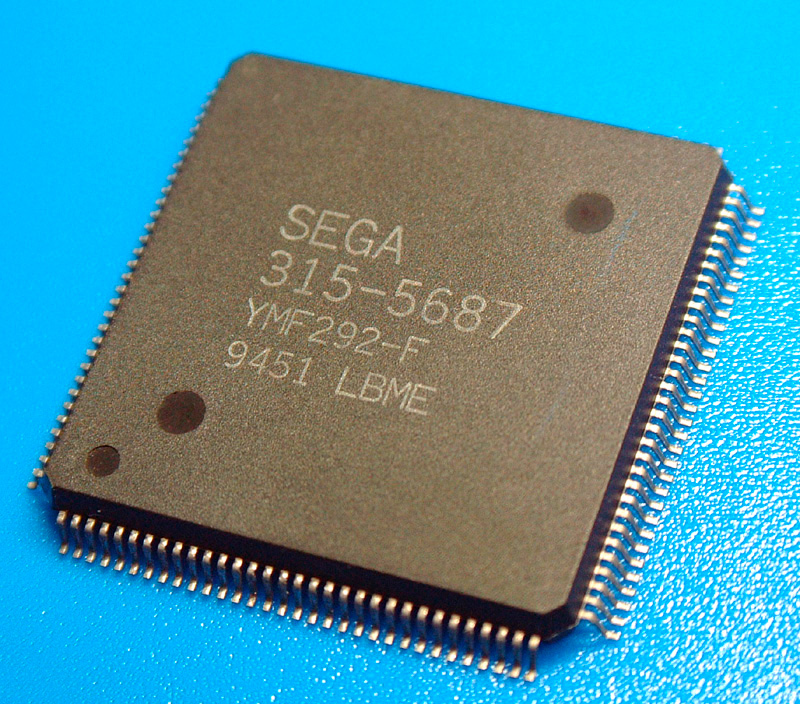
SCSP 315-5687 （YMF292-F）
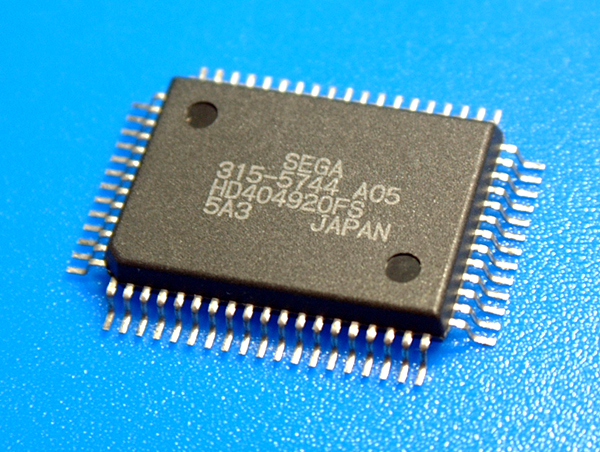
SMPC 315-5744 （HD404920FS）

サターン開発企画当時は、まだMODEL1基板の『バーチャレーシング』が投入された頃で、本格的な3DCGゲームへの移行を実現可能にしたMODEL2基板は存在せず、リサーチ結果でも全てのゲームが3Dになる可能性はせいぜい20から30％という予測だったため、従来型の2Dゲームを開発する際には「メガドライブより桁違いに性能の良いシステム」という側面を伸ばしつつ、MODEL1基板のポリゴンカウントと同程度の相対性能にテクスチャ機能を持たせるなど、2Dと3Dの両機能を重んじた性能にした。

### CPU
メインCPU（Central Processing Unit）に日立製作所（後のルネサス エレクトロニクス）の32ビットマイコン、SH-2を2基搭載している。SH-2は1992年に登場した制御用マイコンSH-1の後継で、セガサターンに搭載するに当たり、SH-1からいくつかの機能強化が行われている。
動作周波数の向上
20MHzから28.6MHzへ上昇させた。なお、28.6MHzはビデオ出力の同期タイミングと一致する。
除算器の搭載、乗算器の高精度化
SH-1から新規に除算器を搭載した。また乗算器を16bit×16bit=32bitから32bit×32bit=64bitへ高精度化し、これらにより投影変換などジオメトリ演算を実用的な精度や速度で実行することが可能となった。
マルチプロセッサ機能
元々は日立製作所における研究開発のためにSH-2に用意されていた機能であるが、2基のCPUは内部にあるバスアービトレーション機能により通信することができる。セガサターンは共有メモリ構成であるため、命令やデータがCPU内のキャッシュにヒットしている時や内部2kバイトのメモリへのアクセス時などは同時に演算させることが可能となる。またユーザブレーク機能で外部バスサイクルによるブレークを行えばキャッシュコンシステンシを保つことも可能であり、マルチコアシステムを構築することもできる。ただし大方の3Dゲームタイトルではセガから提供されたライブラリを活用し、サブCPUをジオメトリ演算専用のプロセッサ としてのみ使用していた。この仕様は、競合機であるPlayStationの高い3D描画性能を受けて急遽追加された仕様で、片方の汎用CPUを丸々グラフィック処理に割り当てただけであるため、コストパフォーマンスに劣っていた。なお1993年秋時点で発表されていたスペックでは、CPUはシンブルプロセッサで3D描画は毎秒3万ポリゴンであった。
SGL（セガ・ゲームライブラリ）で提供されたジオメトリエンジンは、アセンブラで書かれたプログラムと三角関数演算用のテーブルデータがすべて4kバイトのCPUキャッシュ上に置かれ、メインCPUが3Dデータをキューに入れるとサブCPUが即座に拾って演算する（メインCPUも手が空くとキューに溜まった処理を手伝う）というものだった。
CDプレーヤーとサウンドエフェクト機能
セガサターン用のCD-ROMの他、オーディオCD、フォトCD、CD-G、CD-EGのディスクはコントロール画面で操作が可能。
SDRAMインタフェースの搭載
当時策定されたばかりのSDRAMインタフェースを搭載し、データ転送能力を従来よりアップさせた。
SH-2は制御用マイコンであり、16ビット命令語長を基本とするなど小メモリ構成のシステムに向いた特長を持っている。概してこの当時のゲーム機器は限定された環境であり、セガサターンはメインメモリは2Mバイト、キャッシュも4kバイトと小容量だった。
開発はセガ・システム32の開発スタッフを中心に2D描画機能優先で進められた。当初は1CPUのアーキテクチャとして開発が進められたが、競合機であったSCEのPlayStationがより高い演算性能を持つことが判明したこと、また任天堂の次世代機が64ビットCPUを採用するという噂などがあり急遽演算能力の向上を迫られることとなった。当時残された開発期間の短さなどにより、2基のCPUを搭載する方向へとそのアーキテクチャを変更した。
サブプロセッサ
さらにSCU（System Control Unit）内蔵のDMAコントローラやDSPとの連携も可能である。またサブCPUとして、サウンド処理にMC68EC000、CD-ROMドライブの制御にSH-1が搭載されており、合計9個のプロセッサを持つ。これらは各種の処理を同時に並列化することでマシンとしての処理速度は800MIPSにおよぶ。

### VDP
VDP（Video Display Processor）はCPUなどがVDPにデータや命令を送ることで画像の描画や表示を行うデバイスで、セガサターンを特徴付ける描画の多彩さを担っている。セガサターンでは2基のVDPを搭載し、変形スプライト機能（VDP1）と、BG（バックグラウンド画面）機能（VDP2）に処理を分散している。
VDP1
VDP1は変形スプライトやポリライン、ラインなどを描画するデバイスで、スプライトゲームのデカキャラから3Dゲームのポリゴンオブジェクトまで様々な表現が可能である。4MビットのVRAMと2Mビット×2個のフレームバッファを接続しており、320×224から704×480までの解像度に対応している。旧来のゲーム機において標準的だったラインバッファによる横方向の表示制限はなく、フレームバッファ上に描画して出力する構造である。
スプライトおよびBGに関しては、セガが当時主力としていた業務用ゲーム基板のシステム32以上の機能や性能を有しており、同時代のゲーム用VDPとしては最高水準の一つだった。その一方で、例えば半透明処理に機能的な制約がありメッシュ機能で代用される場合も多い（MODEL2など当時の業務用機でも半透明機能は未搭載でメッシュで代用していた）など、ポリゴン描画機能にはいくつかの制限があり、3D表現の自由度は競合機、特にPlayStationのGPUと比較し低かった。
VDP1単体の描画性能は最大90万ポリゴン/秒、テクスチャ付きでも30万ポリゴン/秒だが、セガサターンのシステムとしてみた場合、ピクセル描画性能やCPUが担当するジオメトリ演算性能などに制限され、最大描画性能が出ることはない。
VDP2
VDP2が担当するBG機能は、拡大縮小・回転等が可能な独立したBGを5面もつなど、当時の水準ではきわめて強力なものを搭載しており、特に業務用ゲームなどの移植においてはその威力を遺憾なく発揮した。VDP2から見たVDP1はBG面の1つという位置付けであり、他のBG面と同様な合成処理が可能である。

### メモリ構成
セガサターンのアーキテクチャにおいて特筆すべき点のひとつとして、同時代の家庭用ゲーム機としては豪華なメモリシステムがある。メインメモリに2Mバイト、ビデオメモリに1.5Mバイト、サウンド、CD-ROMバッファメモリにそれぞれ0.5Mバイトの計4.5Mバイトもの容量を搭載し、なおかつそれぞれの機能ブロックがサブシステムとして独立しているため、各システムが並列的にアクセスすることができた。
特に、プログラムとデータの大部分を格納するメインメモリのうち前半の1Mバイト、およびビデオメモリの全てに高速なSDRAMを用いており、ボトルネックを引き起こしにくい構造としている。メインメモリの後半1Mバイトは通常のDRAMだが、後述するスロットによってROMまたはRAMを拡張することができ、競合機と比較すると潤沢かつ強力なメモリ環境を実現していた。
またCD-ROMサブシステムのバッファメモリによりCD-ROMメディアのアクセス時間が軽減され、特に格闘ゲーム等の頻繁にローディングを要するゲームなどに活用されるなど、競合機でも発売されたゲームソフトと比較するとロード時間が他機種版よりも短い場合が多い。

### CD-ROM
ソフト媒体として、倍速のCD-ROMドライブを内蔵した。セガサターンのソフトはエラー訂正機能が強く、ムービーのコマ落ちや音飛びなども少ない。ROMカートリッジはスーパーファミコンで1万円以上のソフトも登場するなどメガCD末期からコスト高となっており、コストが安くなっていたCD-ROMにすることが開発早期の段階で決定された。
セガサターン用のCD-ROMは外周に海賊版対策のため「サターンリング」と呼ばれる特殊なデータ領域を持っており、特殊なデータ領域とCD外周部に印刷された文字列を読み込むことでプロテクトチェックを行う。そのため通常のCD-ROMと比べると容量は少ない。
初期のソフトのレーベル面にはカラーの美しいピクチャーレーベルを採用していたが中期以降のソフトは1色か2色の簡易印刷のレーベルに変わっている。

### 本体セーブデータ管理・時計機能
時計機能と本体に保存されたセーブデータはバッテリーバックアップで本体に取り付けられたコイン形リチウム電池によって保たれる。このため、本体にデータを残し続けるためには定期的に電池を交換する必要がある。交換には背面にある蓋を外し、中の設置位置にある電池の切れたものを新品のものと交換するだけでよい。本体のメモリ容量は少なく、電池が切れるとデータもすべて失われるため効率が非常に悪い。そのため、ゲームデータの保存にはパワーメモリーの使用が強く推奨される。また、本体にのみデータが保存されるソフトについては、ゲームを遊び終わった後に本体のオープンボタンを押してメインメニューを開き、そこからデータ管理画面に移動し、本体メモリからパワーメモリーにデータを移し、再開するときは逆順に行うことで続きからプレイできる。

### カートリッジスロット

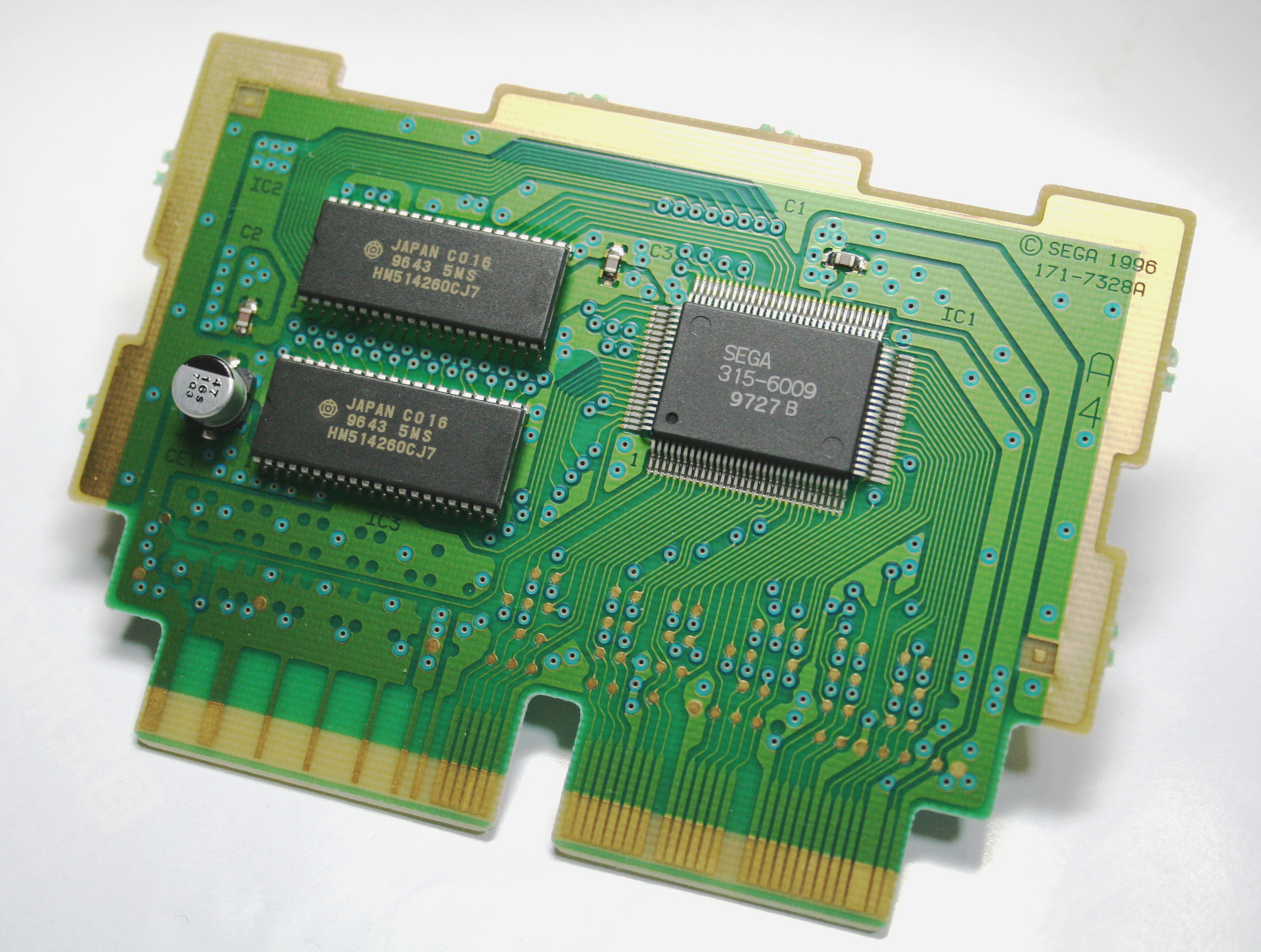
セガサターン拡張ラムカートリッジ（1MB）の中身（基板） 171-7328A

本体上部に、カートリッジを差し込むためのスロットが存在する。
当初はゲームのデータセーブエリアを増やすフラッシュメモリのカートリッジ型メモリーカード「パワーメモリー」のために使われるのが一般的だったが、データの読み込み時間を軽減するためにCD-ROMとロムカートリッジとを併用する「ツインアドバンスドROMシステム」構想が発表され、『ザ・キング・オブ・ファイターズ95』と『ウルトラマン 光の巨人伝説』の2本に採用された。また、特定のゲーム専用のROMではなく、汎用的に扱えるようにサターンのRAMを拡張することで同様の効果を得られる増設メモリ「拡張RAMカートリッジ」が発表され、『メタルスラッグ』等のアクションやCPS-2システムのカプコンの格闘ゲーム等が競合機を上回るアニメーションクオリティで移植されたほか、後にRAM容量を増やした「拡張RAMカートリッジ 4MB」も発売され、『X-MEN VS. STREET FIGHTER』や『マーヴル・スーパーヒーローズ VS. ストリートファイター』などに使われた。拡張RAMカートリッジ4MB対応ソフトのほとんどは「専用」であるため、拡張RAM4MB無しではプレイ出来ない。
またこのスロットは、それ以前のゲーム機と同様にロムカセットでソフトを供給することも考慮されており、バス信号のほとんどが出ていたため、メガドライブに接続して性能を向上させる周辺機器メガCDやスーパー32XのようなCPUアクセラレータ、グラフィック機能の拡張なども仕様上は可能だったが、実現には至らなかった。他にカートリッジスロットに周辺機器を接続するものとしてはセガサターンモデムなどがある。
なお、このスロットは従来のROMカートリッジスロットを採用していたゲーム機と比較するとピンの幅が狭く、端子の接触面積が少ないことから接触不良を起こし易いため、拡張RAMカートリッジが必要なソフトをプレイする際などパワーメモリーの抜き差しを繰り返すうちに、パワーメモリー内のセーブデータが全て消去されてしまう可能性があるので、取り扱いには注意が必要である。

### 仕様
- CPU
  - メイン：SH-2（HD6417095）（動作クロック28.64MHz/キャッシュ4KB/1 CORE版）×2個
  - サウンド用：MC68EC000（11.3MHz）
- RAM 2MB
- VRAM 1.5MB
- バックアップRAM 256Kビット（CR2032リチウム電池一個による）
- 画面表示（VDP2）
  - 解像度 : 320×224（ノンインターレース）から704×480（インターレース）、独立スクロール付き最大5面合成表示
  - 1面は拡大縮小回転（2軸）と他の面との半透明表示
  - ラスタ分割表示可能（ラスタースクロール）
  - 同時発色数：1677万色
    - 拡大縮小回転機能を生かして「ポリゴン格闘ゲームのリング」などの描画にも使われた。
    - 動画再生はソフトウェアによる展開（Cinepak、TrueMotionなど）

  - VRAM  512KB
- スプライト機能（VDP1）
  - 拡大縮小、回転、変形サポート
  - ポリゴン機能：フラット90万ポリゴン/秒、テクスチャ30万ポリゴン/秒（最大）
  - スプライト同士やBG面との半透明合成表示
  - フレームバッファ 256KB×2
  - テクスチャーRAM 512KB
- DSP/DMA機能（SCU：System Control Unit）
- 音源
  - SCSP：Saturn Custom Sound Processor
  - PCM音源 32ch (量子化数16ビット)
  - FM音源 8ch (サンプリング周波数最大44.1KHz)
  - オーディオDPC搭載[10]
  - CD-DA再生可能
  - サウンドRAM 512KB
- CD-ROMドライブ
  - インテリジェント倍速CDドライブ／1基（2倍速）[10]
  - バッファRAM：512KB
  - 制御チップ：SH-1（SH7034、20MHz）
- スロット：カートリッジ1、拡張用1
- コントロール端子2個、XYZABCの6ボタン+スタート1ボタン+LRのコントロールパッド1個付属（ABC+スタートでソフトリセット可能）
- 内蔵ソフト：セーブデータ（内蔵メモリ・パワーメモリー）管理、時計管理、CDプレイヤー（CD-G表示機能、各種エフェクト・特殊再生機能付き） ＊本体セーブデータ保存・時計機能の維持については別売りのボタン電池に依存する。
- 通信拡張端子（COMMUNICATION CONNECTOR）：シリアルポートとMIDIインターフェイス。
- 寸法：260mm（幅）×230mm（奥行き）×83mm（高さ）

## バリエーション

### 家庭用（国内版）

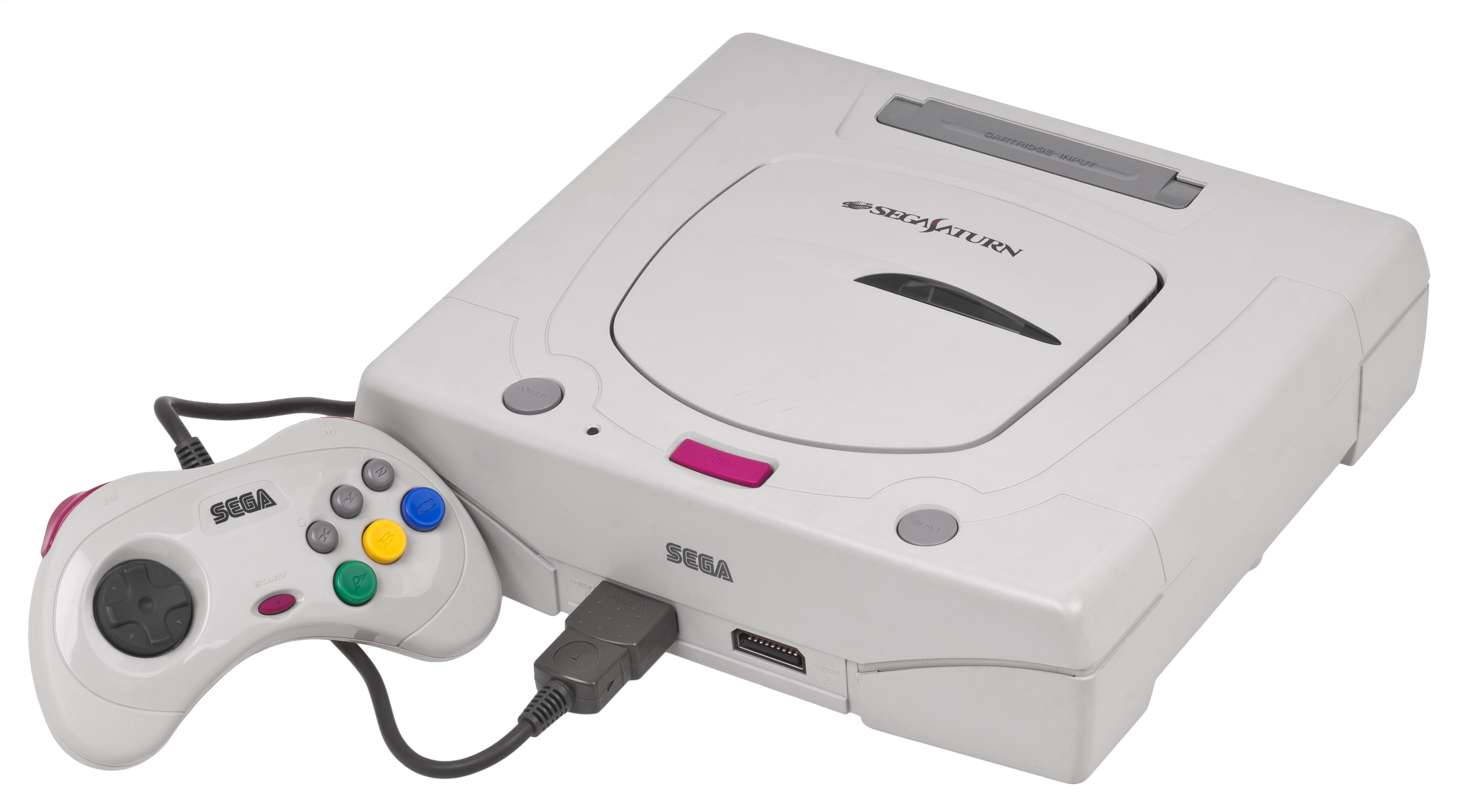
セガサターン（後期型）

国内版としてはセガが発売したセガサターン、日本ビクターが発売したVサターン、日立製作所が発売したHiサターンがある。当初はヤマハからも発売されるとアナウンスされていた。
セガサターン（前期型）
1994年11月22日発売、価格44,800円・灰色の本体初期型。製品型番はHST-0001、本体型番はHST-3200。本体ケース上側に実装されている部品が多く、メインの基板も2段構成となっている。本体正面から見て左側に丸型の通風孔があるのが特徴。冷却ファンの搭載やシルバー塗装など当初予定されていた仕様は、発売直前になり省略された。電源ランプおよびアクセスランプのLEDがそれぞれ2つ並んでいるのはコスト削減前の名残りである。
SH2は低消費電力型で発熱は少ないが、多くのプロセッサや電源トランスを内蔵しているため、本体内の温度が高まると故障や誤動作の原因となる。しかし放熱対策としてあるのは側面と底面の通気孔のみとなるため、通気孔を塞がないようにするなど置き場所に注意を配ることが必要とされている。極初期のモデルのみ、ラベル表記が「SEGA SATURN」となっているが、その後は「SEGASATURN」に改められた。
正式な価格は49,800円で「新発売から6か月限定の5,000円引き」としていたが、「半年後に値上げする」ことに意義は無いと判断され、49,800円に戻すことは見送られた。市場での実売価格はさらに5,000円程度値引きされ、実売価格では、定価販売が強要されていた競合機PlayStation（39,800円）とほぼ同じになった。
セガサターン（中期型）
1995年前半より出回り始めた小型パッケージで灰色の本体。製品型番はHST-0004、本体型番はHST-3210。部品や基板などの配置が変更になり全体的な構造も最適化されている。CDサブシステム（SH-1とゲートアレイ、DRAM）をメイン基板に集約した。外観では本体側面や底面の通風孔削減、電源ランプとアクセスランプはそれぞれLEDが1個になった。コントローラーの接続端子が金メッキから銀色のものに変更された。
1995年6月、100万台キャンペーンBOXとして『バーチャファイターリミックス』が同梱されたモデル（専用パッケージHST-0005に加え0001や0004にステッカー貼り付けたタイプもあり）を34,800円で発売。
同年7月から通常版（HST-0004）の販売が再開され、ソフト無しで定価34,800円となった。
同年11月より年末年始商戦に向けて2か月限定の5,000円キャッシュバックを実施、店舗での値引きも含めると24,800円程度で購入できるようになった（キャンペーンBOXの在庫分にも同様にキャッシュバックが適用された）。
セガサターン（後期型）

1996年3月22日発売、価格20,000円。
本体の低価格化と共にデザインを一新したモデル。製品型番はHST-0014、本体型番はHST-3220。1996年1月にキャッシュバックが終了したが、PlayStationに先んじて値下げを行うため、同年3月9日にセガにより”セガサターンパワーアップミーティング’96スプリング”と銘打った戦略発表会が行われた。セガ副社長の入交昭一郎は「大量生産によるコストダウンや内部回路の簡略化などさまざまな工夫を凝らして、20000円という価格を実現した」と述べている。
保証期間が6ヶ月から12ヶ月に延ばされた。それまで濃い灰色だったカラーを白（メーカー呼称はミストグレー）に変更したことから「白サターン」とも呼ばれる。プレイステーションパッケージを模したような段ボールパッケージとなった。
初期のHST-3220は内部構造がHST-3210とほぼ同じであることが分かっており、製造コストの削減は後追いで何度も行われている。内部チップ変更の影響で後期に生産された個体は一部のソフトとの互換性が失われた。また、パッケージは艶あり版のHST-0019に変更となっている。
スケルトンセガサターン
1998年4月4日発売、価格20,000円。
白サターンの外装を半透明にしたもの。「This is Cool.」のプリントがある。このモデルは後期型の最も後に生産された個体と同様、一部ソフトとの互換性が失われている。
ダービースタリオン発売記念特別限定版
1999年3月25日発売、価格20,000円。
セガサターン版ダービースタリオンの発売を記念して発売。パワーメモリー用ダビスタシール付き。
本体成型色はやや青みがかった半透明となっている。
Vサターン【ブイサターン、V-Saturn】RG-JX1、RG-JX1（X）、RG-JX1（Y）
1994年11月22日発売、オープン価格。
ワンダーメガの後継で、セガサターンと同仕様の互換機。サターン本体の配色やLED周りのパネル形状、起動時のロゴなどが異なる。セガサターンと本体の発売日は同日で、販売店によってはセガサターンと若干の価格差がつけられていたが、多くの店では実売価格がセガサターンと同じだった。広告のイメージキャラは菅野美穂。流通ルートは、玩具店やゲーム専門店を主としていたセガサターンと異なり、こちらは家電量販店が主だった。セガサターンと同様、途中でモデルチェンジを行い実質価格を値下げしている。発売前の仮称は「ビクターサターン」。
Vサターン RG-JX2（X）、RG-JX2（Y）、RG-JX2（Z）
1996年6月7日発売、オープン価格。
薄紫色のHST-3220と同仕様の後期型。
Hiサターン【ハイサターン、Hi-Saturn】日立マルチメディアプレーヤー MMP-1、MMP-1-1、MMP-1-2
1995年4月1日発売、価格64,800円。
実売価格は50,000円を少し超える程度であり、主に家電販売店により販売されていたことから店舗により価格差が見られた。
セガサターンの拡張スロットに独自の拡張カードを搭載し、セガサターンやVサターンにはないビデオCD・フォトCD再生機能を標準で備えたマルチメディアプレイヤーとして発売された黒のサターン本体に金のロゴなど配色と起動画面が異なっている。他のサターン同様にモデルチェンジを行っている。
Hiサターン MMP-11
1996年10月発売
HST-3220と同仕様の後期型。
ゲーム&カーナビ ハイサターン（型番：MMP-1000NV）
1995年12月6日発売、価格150,000円。
車内利用向けとして従来のサターン本体よりも一回り小さいサイズになり、カーナビゲーション機能を装備したモデル。ビデオCDやフォトCDの再生機能が標準搭載されている。また、実際の道路情報上に仮想都市空間を描画して3次元仮想空間をナビゲーション出来るなど、ゲーム感覚で目的地までのドライブシミュレーションを楽しめる「バーチャナビ」を搭載している。専用モニター（型番：NX-4YD）も発売している。
対応ディスク - 音楽CD、CD-G、サターンCD-ROM、ナビゲーションシステム研究会規格CD-ROM
寸法 - 幅25.2cm、高さ5.7cm、奥行き21.4cm、重さ1.9kg
消費電力 - 22W

### 家庭用（海外版）

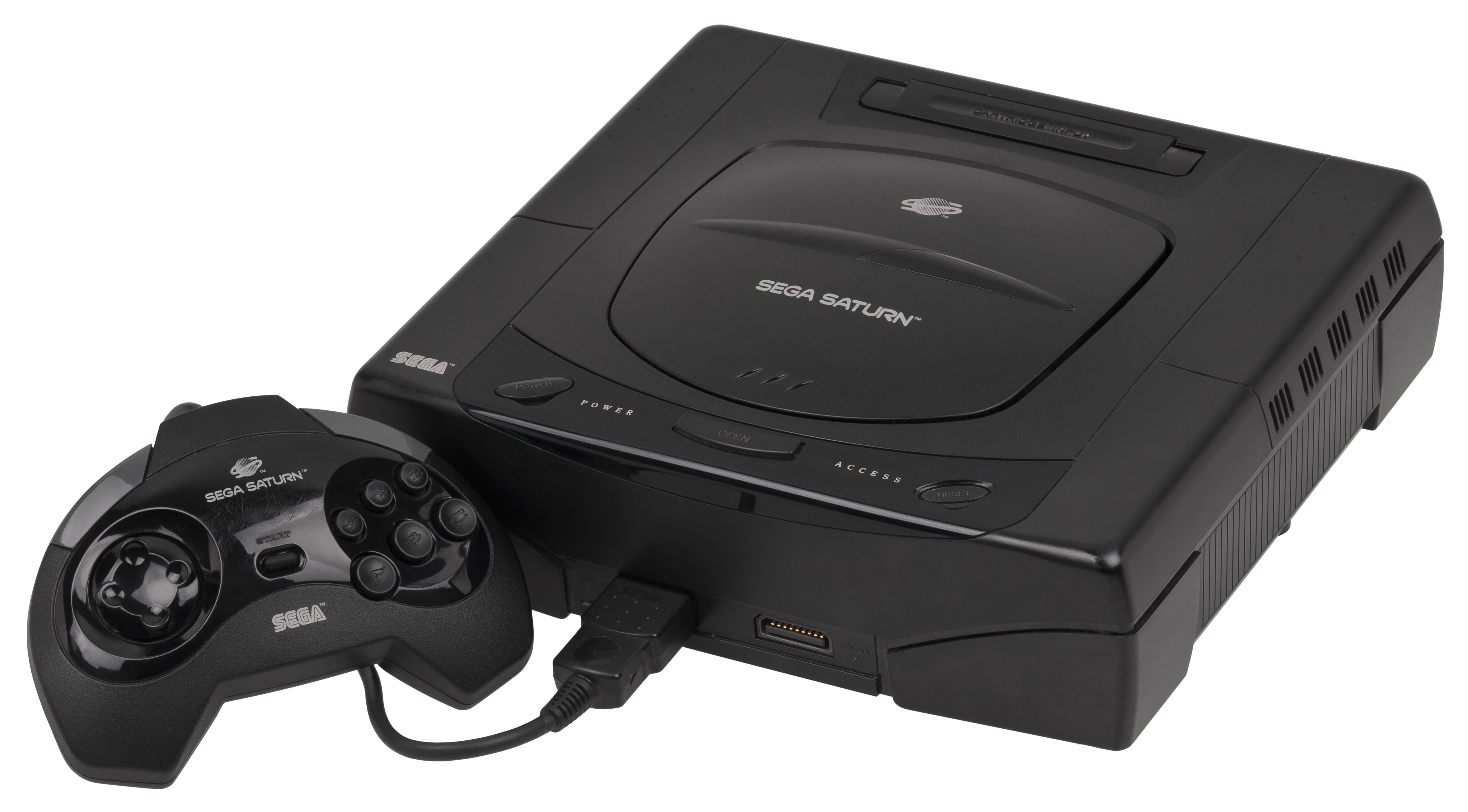
セガサターン（北米版）

北米版

SEGA SATURN MK-80000（HST-3200/3210相当品）
SEGA SATURN MK-80000A（HST-3220相当品）
AC120V 60Hz NTSC
日本に遅れて1995年に発売開始、初期のモデルはHST-3200相当でコントローラはUS独自仕様のものが付属する。筐体はスイッチ等を含め全て黒で、マスターシステムやジェネシスからのイメージを踏襲している。途中でHST-3220相当品にモデルチェンジをしている。日本と異なりゲーム機として「SATURN」の商標が得られたので「SEGASATURN」と続き文字にはなっていない。また現地の文字認識感覚を考慮し「A」を「Λ（ラムダ）」と表記することは避けられた。
欧州版
SEGA SATURN MK-80200-50（HST-3200/3210相当品）
SEGA SATURN MK-80200A-50（HST-3220相当品）
AC220-240V 50/60Hz PAL
US版より少し遅れて発売開始。基本デザインはUS仕様と同じである。
香港版
SEGASATURN MK-80219-07（HST-3220相当品）等
AC220-240V 50/60Hz PAL
外観は日本国内版に準じるが、内部はEU版に近い模様。最終モデルではVCDの再生がサポートされる。
ブラジル版
SEGASATURN 型番不明（HST-3220相当品）
AC110V PAL-M
ブラジルにおける他のセガハードと同じく、Tectoyが販売を担当。外観は日本国内版に準じるが、パッケージはUS/EU版と同じSEGA SATURNのロゴ。
韓国版
サムスンサターン【SAMSUNG SATURN】SPC-SATURN、SPC-ST、SPC-ST2
AC110-220V 60Hz NTSC
1995年2月発売
セガサターンの韓国版（前期）。ハード、ソフト共にサムスン電子が正式に韓国でライセンス生産・販売していた。本体の配色は黒であるが、サムスン独自のロゴやハングル文字が入っている。BIOSはUS/EU版と同じで、日本語のメニューが選択できないものもある（ハングル文字のメニューは元から設定が無い）。リージョン設定は日本と同一で、日本版のセガサターン用ソフトがそのまま利用でき、逆にサムスンサターン用ソフトは日本版サターンでも利用する事が可能。販売は不振で、サムスンはセガ・マスターシステム時代より続くセガのゲーム機のライセンス生産と販売をこの世代で打ち切った（サムスンはドリームキャストにGDドライブの供給を行ったが、サムスン自体はドリームキャストの韓国での販売は行っていない）。そのため後期はKama Digital Entertainment社（PCゲームのデベロッパーで、後に韓国版PC版『ファンタシースターオンライン』などもリリース）がセガと提携して販売した（KAMA Sega Saturn）が、これはライセンス生産ではなく日本からの輸入品で、外観が黒くなり220V用になった白サターンである。このため、ソフトもサムスンが完全ローカライズを行ったサムスンサターン用ソフトと、日本から輸入したソフトにハングルでサムスンサターンで利用出来る旨を書かれたシールを張っただけのセガサターン用ソフトの2種類が存在する。

### 業務用
ST-V
セガ・タイタン・ビデオゲーム・システムの略称。セガサターンのアーキテクチャを流用して拡張した、上位互換の業務用のゲーム基板。1995年発売。
サンセイブ SGX　(HSG-0007)
サンセイブ製。ホテルや旅館などに設置され、コインを入れるとサターンのゲームが遊べる（またはビデオCDが見られる）業務用サターン。CD-ROMが6連装。付属のコントローラーが通常のサターンの3倍長い（ケーブル長5m）。ムービーカードが標準搭載されており、有線リモコン（ケーブル長5m）も付属しているなど、ラブホテルでの運用も想定されていたらしい。なおサンセイブは静岡県でゲームセンターなどを経営していた会社で、西部リースの社名時に東海ガスと共同でビック東海を設立したことで知られる。
Prologue 21 および Super Prologue 21（通信カラオケ・通称セガカラ）
セガ・ミュージック・ネットワークス（SMN）・タイカン・クラリオンが共同開発しSMNが発売した業務用の通信カラオケ。セガサターン向けCD-ROMがそのまま使える。本体前面に六角穴付ボルト2本と蝶番で塞がれたパネルがあり、それを開くとコントローラー接続部、カラオケモードからサターンモードに切り替えるボタン、手動で開閉するフロントローディングのCDトレイ等が操作できるようになっている。付属のコントローラパッドはセガサターンと同じものが一つ付属するがカラオケ室内で使用するためコードが5メートルほどある。付属のCD-ROMはPrologue21専用パーティゲームが収録されており、サターンモードで動作するが、セガサターンなどでは動作しない。
楽曲データ（MIDI形式）は電話回線を通して配信、内蔵のHDDに格納してカラオケ機として機能した点は当時の他のカラオケ機と大差ないが、採点機能やビンゴマシン機能などのソフトウェアもHDDに格納、のちに1000点満点の全国採点機能が配信され、採点結果が楽曲ごとに全国順位が表示される機能が自動アップデートで追加された。
マイクから入力された声をボーカルラインどおりに矯正するカラオケ練習機能・ボーカルサポートを搭載。
なお、本機種のカラオケ機能は2007年から2008年にかけてサービス終了となっており利用できなくなっているほか、本機種の権利も共同開発の3社からBMBに移管され、BMBもエクシングに吸収合併されたためエクシングが所有している。

### 開発用
開発メーカー向けで市販はされていない。通常のサターン相当の機能に加えてCD-R上のプログラムの実行やバグのチェックができる。
Saturn Development System
最初に登場した開発キット。「Programming target box」「Graphics target box」「Sound target box」で構成される「Saturn Programming Box」（ソフィアシステムズ製）と、ICE（インサーキット・エミュレータ）のHITACHI E7000（日立製）で構成される。1システムあたり30,575ドル（約300万円）。型番はST-1000-01。SH-2ｘ2のデュアルCPUをICEで完全にエミュレートするには、1つでさえ高価なICEが2つ必要だった。
セガサターン アドレスチェッカー
エスアイエレクトロニクス製。サターンの開発キットの一部で、実行アドレスの不正をチェックする。Ver1.00は通常のサターンの3倍ほどの大きさで、フロッピーディスクドライブがついている。Ver1.01は通常のサターンを改造したもので、フロッピーディスクドライブが付いていない。
DEV-SATURN
1995年に登場した開発キット。亜土電子工業（当時セガと同じCSKグループ）製。通常のセガサターンを改造しただけの物で、「CARTDEV」というサターン本体より少し小さい機械と接続し、これをPC/AT互換機に接続して開発キットとする。CARTDEVはCross Products（イギリスの開発装置の開発メーカー。セガ・オブ・アメリカの子会社）製で、Rev.AとRev.Bがある。DEV-SATURNとCARTDEVに、当時亜土電子工業が代理店となっていた、統合開発環境の「CodeScape」（イマジネーションテクノロジーズ製）がセットで付属されてメーカーに販売されていた。この登場とほぼ同時期に『バーチャファイター2』（1995年12月発売）で使われたライブラリ「SGL」（SEGA Game Library）がサードパーティに提供され、資金と開発力の乏しい中小メーカーでも開発が容易になったが、1996年頃よりサターンは競合機に対して徐々に劣勢となっていったため、中小サードパーティを呼び集めるには至らなかった。
PSY-Q Saturn
1996年に登場した、開発用サターンの最終形態。Psygnosis（ 『ワイプアウト』や『レミングス』で知られるデベロッパー）製。通常のセガサターンを改造しただけの物で、「Psy-Qカートリッジ」をセガサターンのカートリッジスロットに挿し、これをPCに接続して開発キットとする。

### その他
セガプルート（発売中止）
NetLink（北米版セガサターンモデム）を内蔵した、インターネット対応セガサターン。プロトタイプ機が2台制作された。
ピンクサターン（企画中止）
セガサターン用ソフトには所謂「18禁」や「X指定」といった年齢制限のあるゲームが多く発売された。そのため、通常のセガサターン機では反映されない映像を再生できる成人用ハードとして企画された。ハードカラーはピンク色。これはピンクチラシなどのように性的な物にピンク色のイメージがあったため。1998年ごろにゲーム情報誌『ゲームラボ』に写真付きで掲載されたことがあるが、後に社会的に問題があるということで中止され、頓挫。企画自体が無かったことにされた。

## 周辺機器

### セガ純正

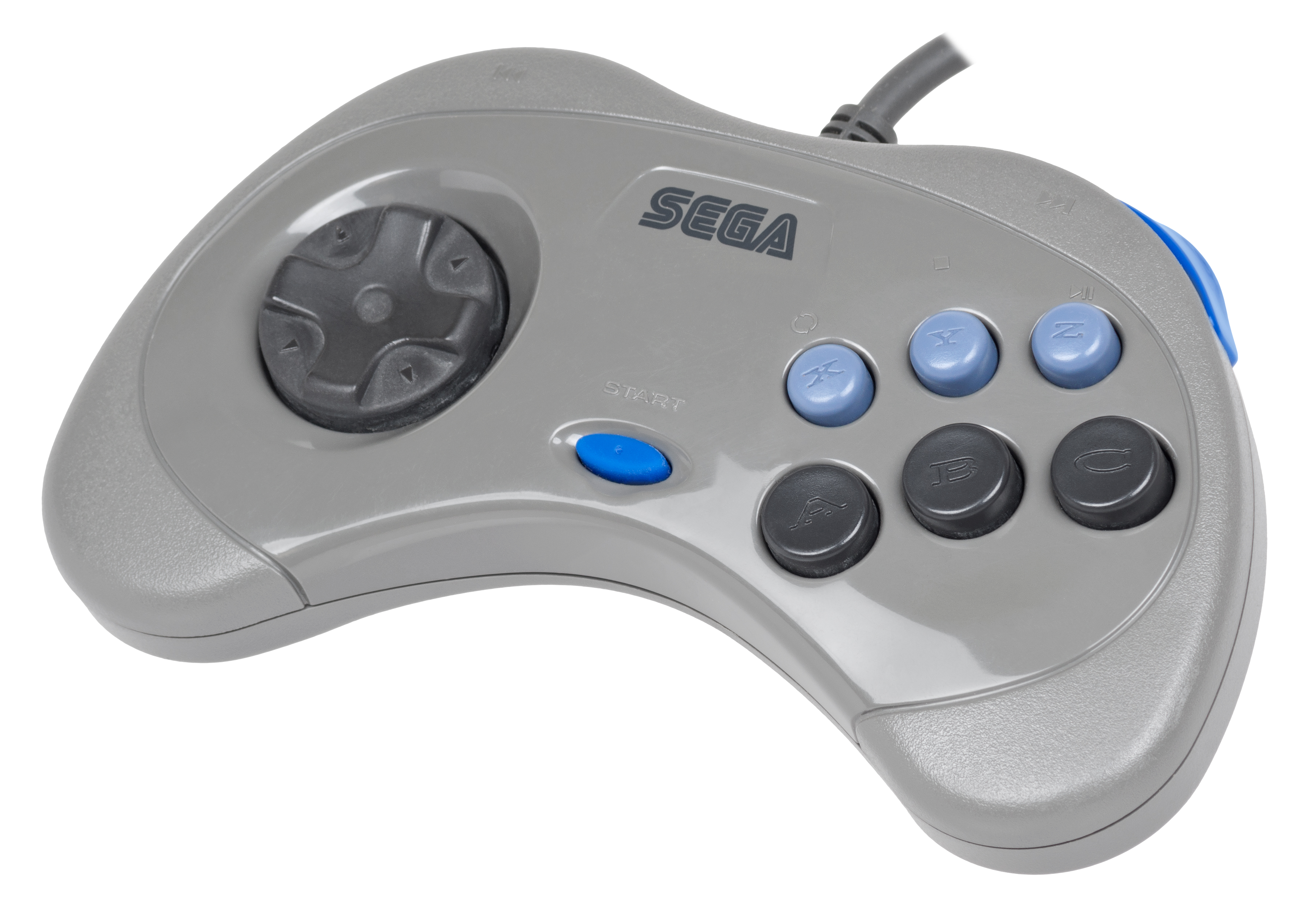
コントロールパッド HSS-0101
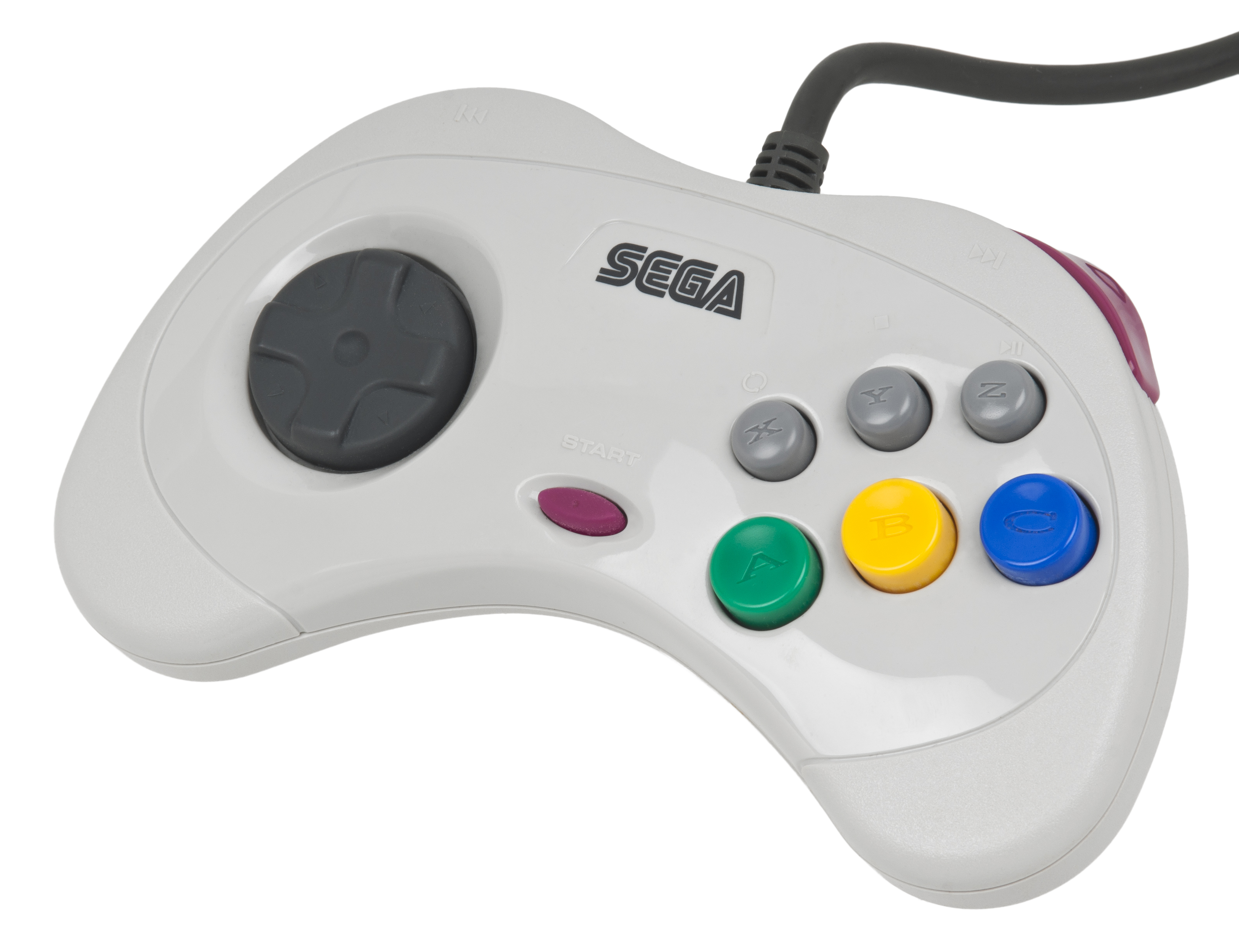
コントロールパッド（後期型）
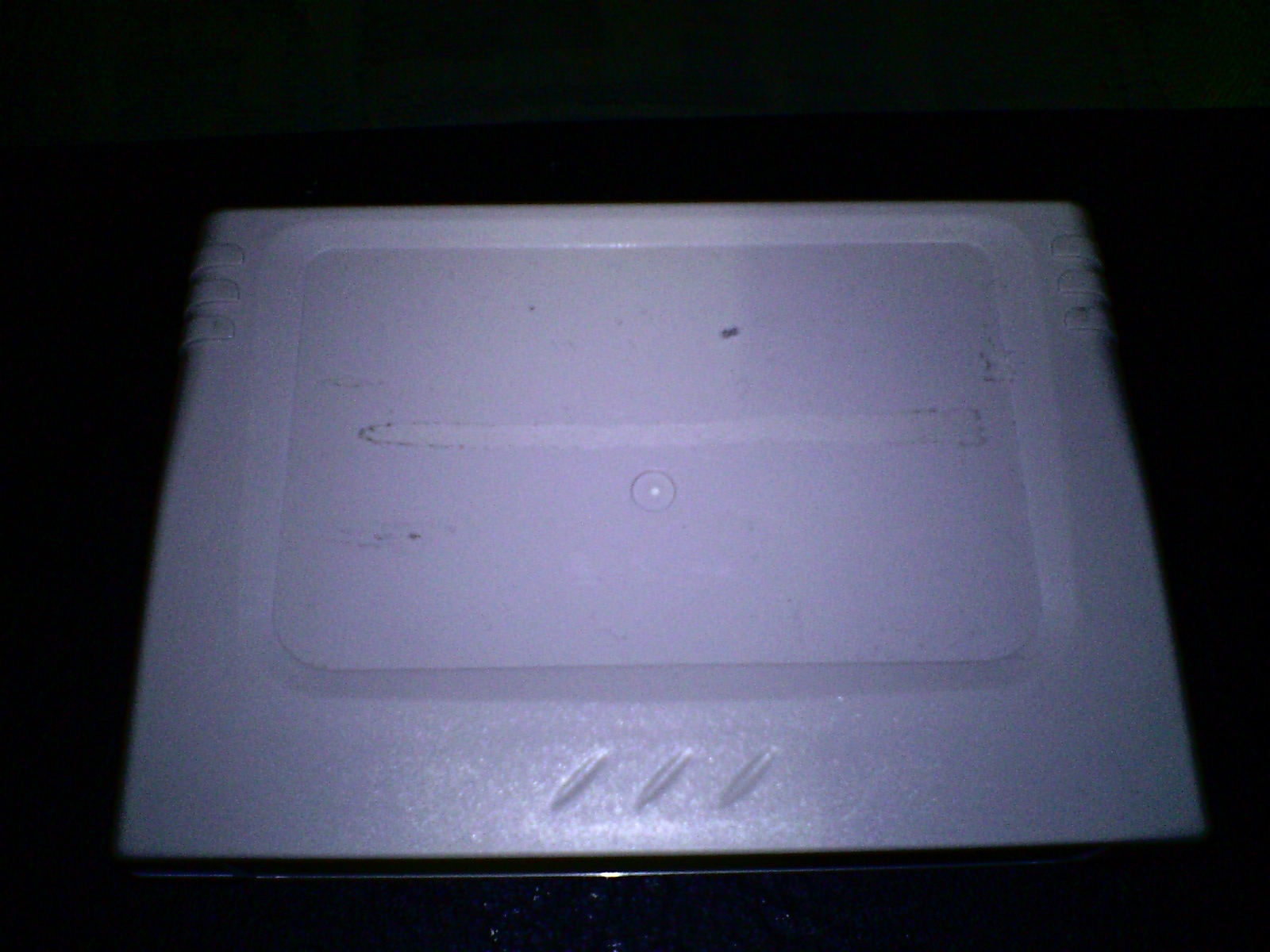
パワーメモリー HSS-0111
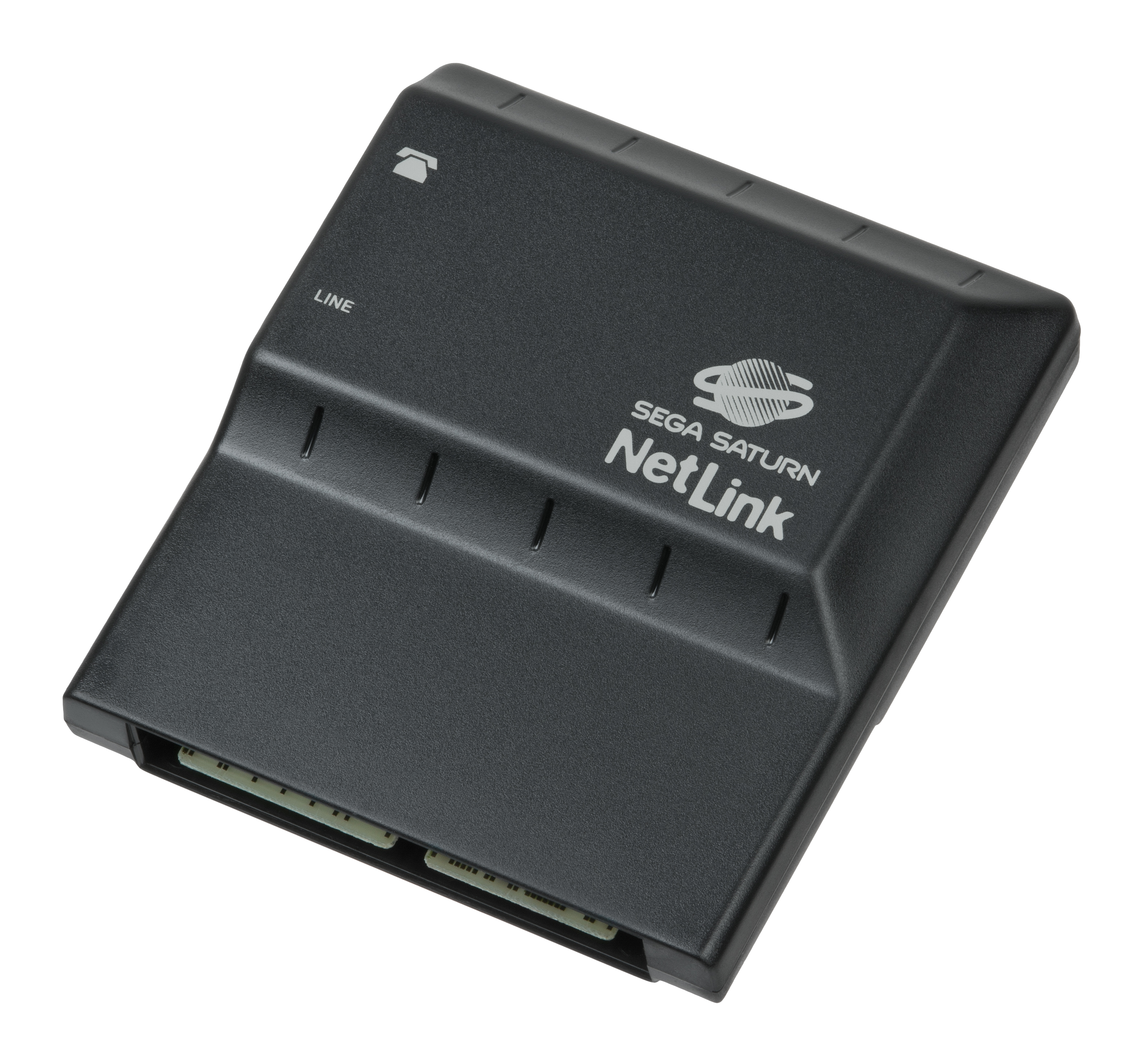
セガサターンモデム
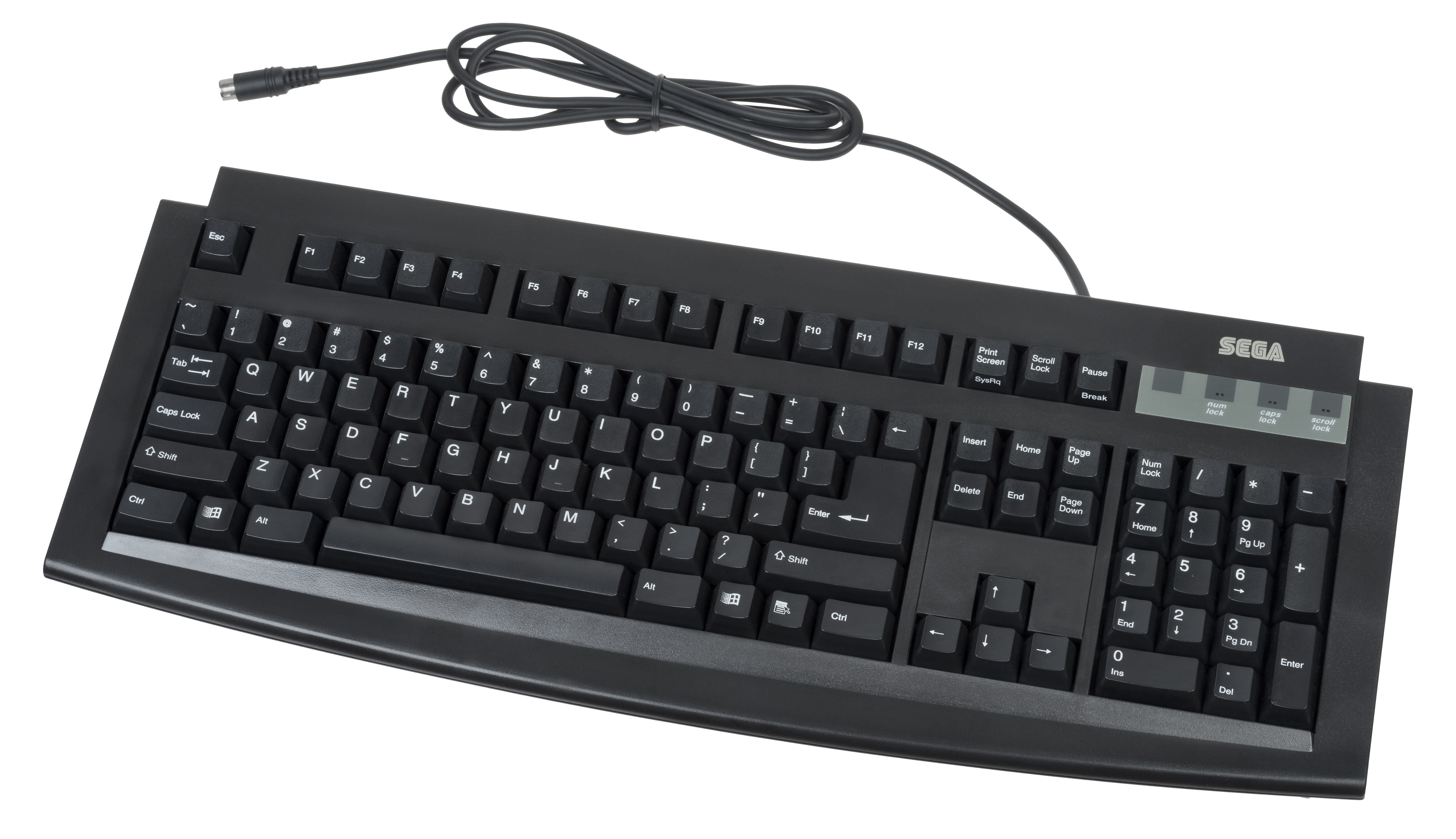
セガサターンキーボード
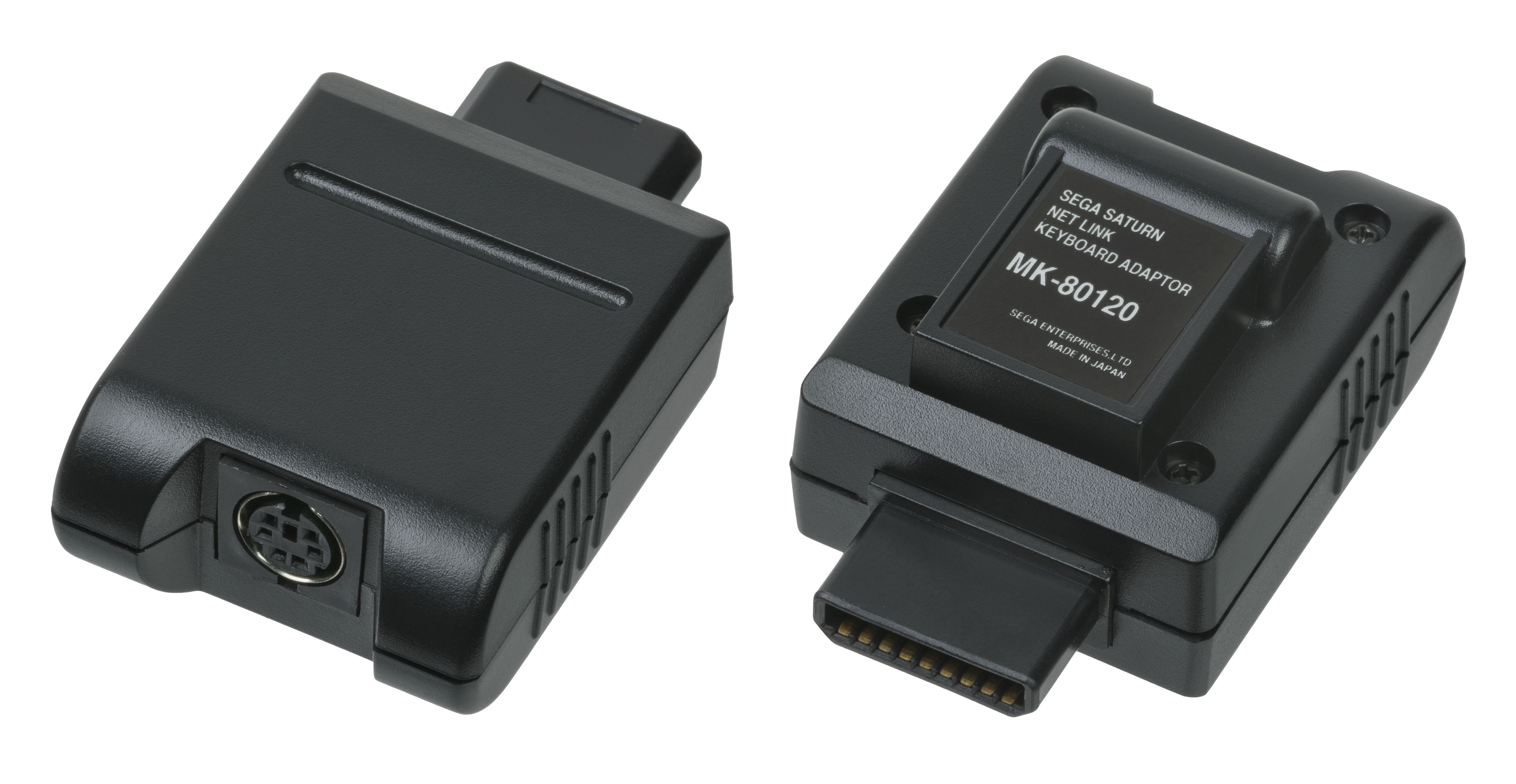
キーボードアダプター
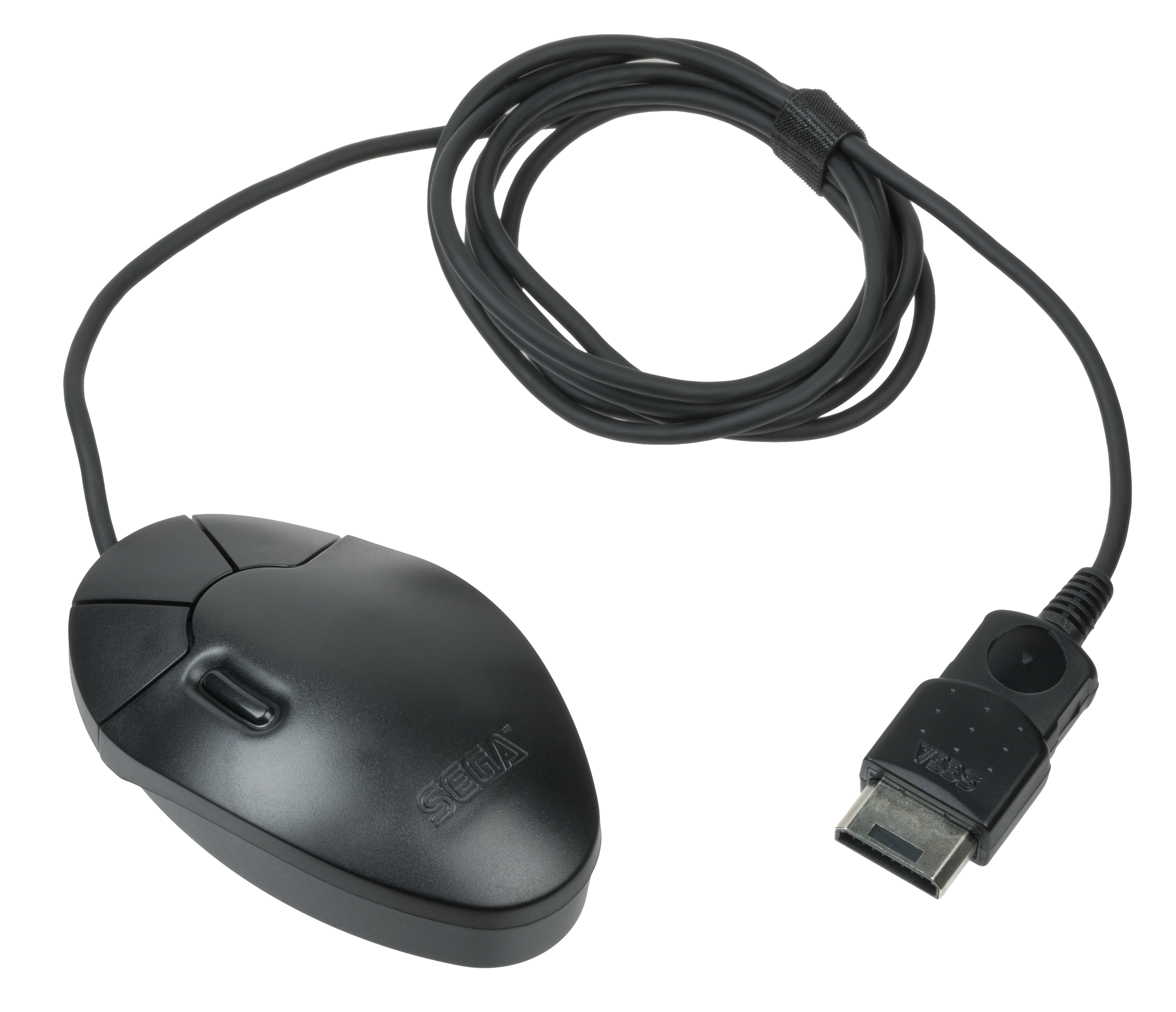
マウス
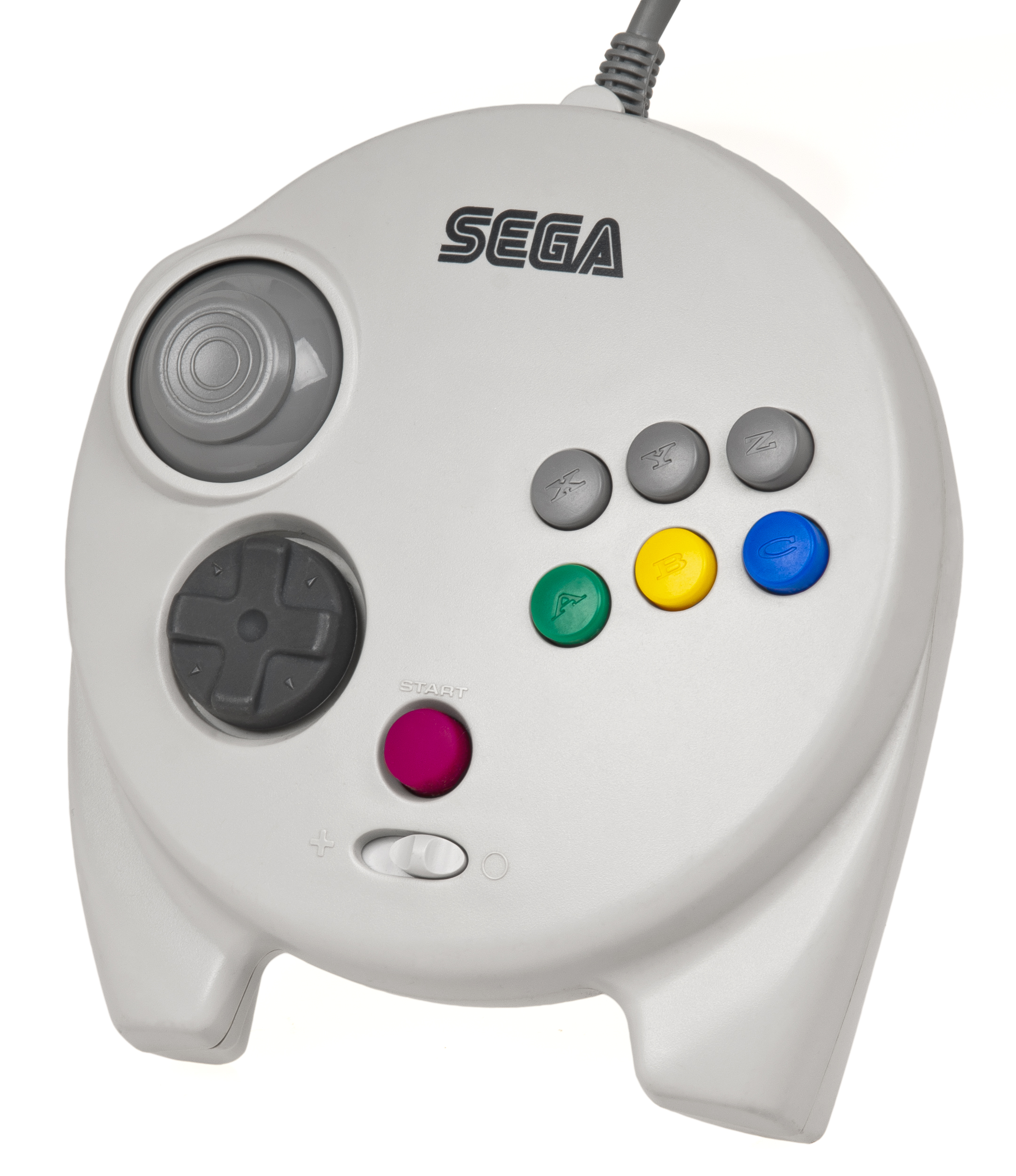
セガマルチコントローラー HSS-0137
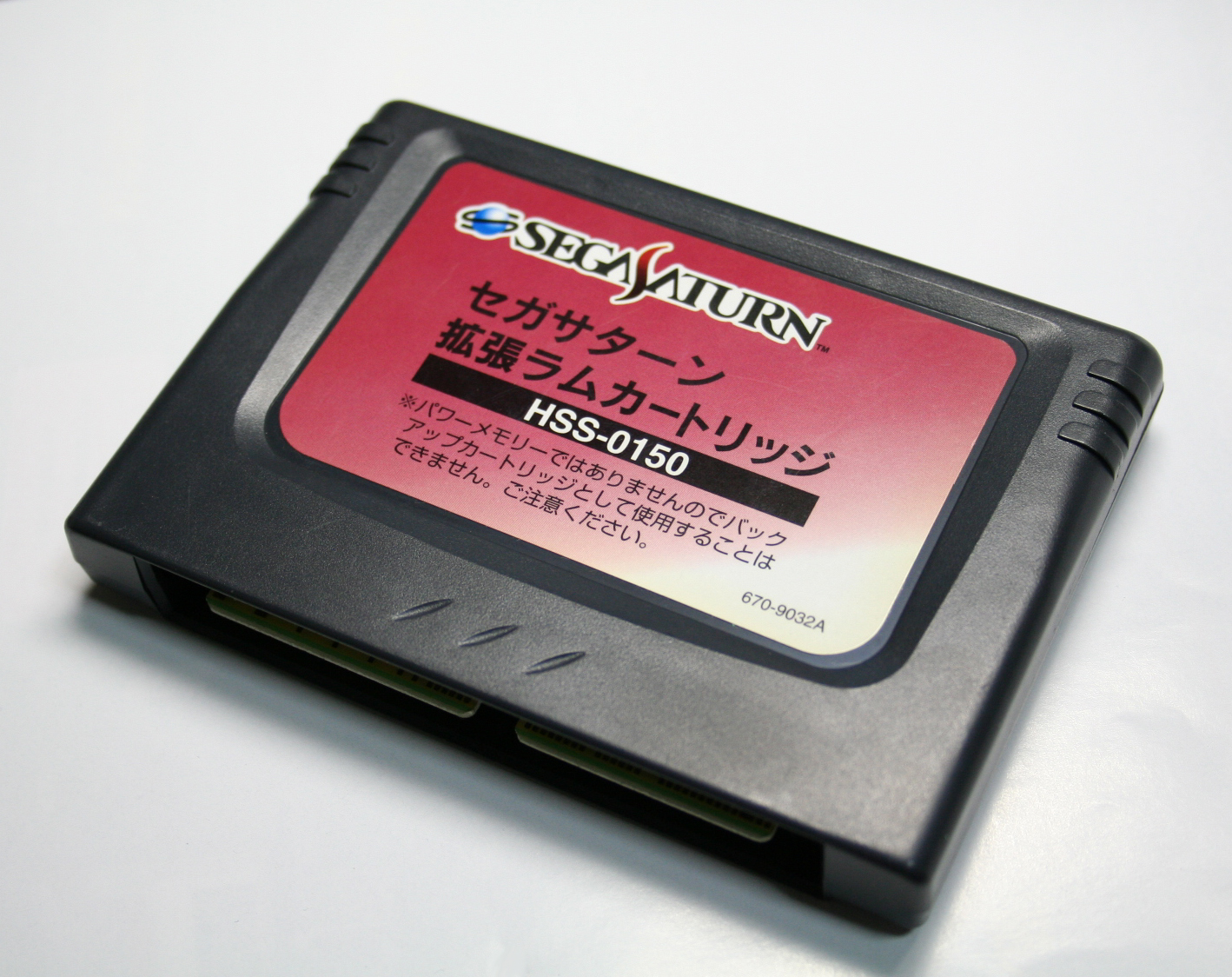
拡張RAMカートリッジ HSS-0150 (1MB)
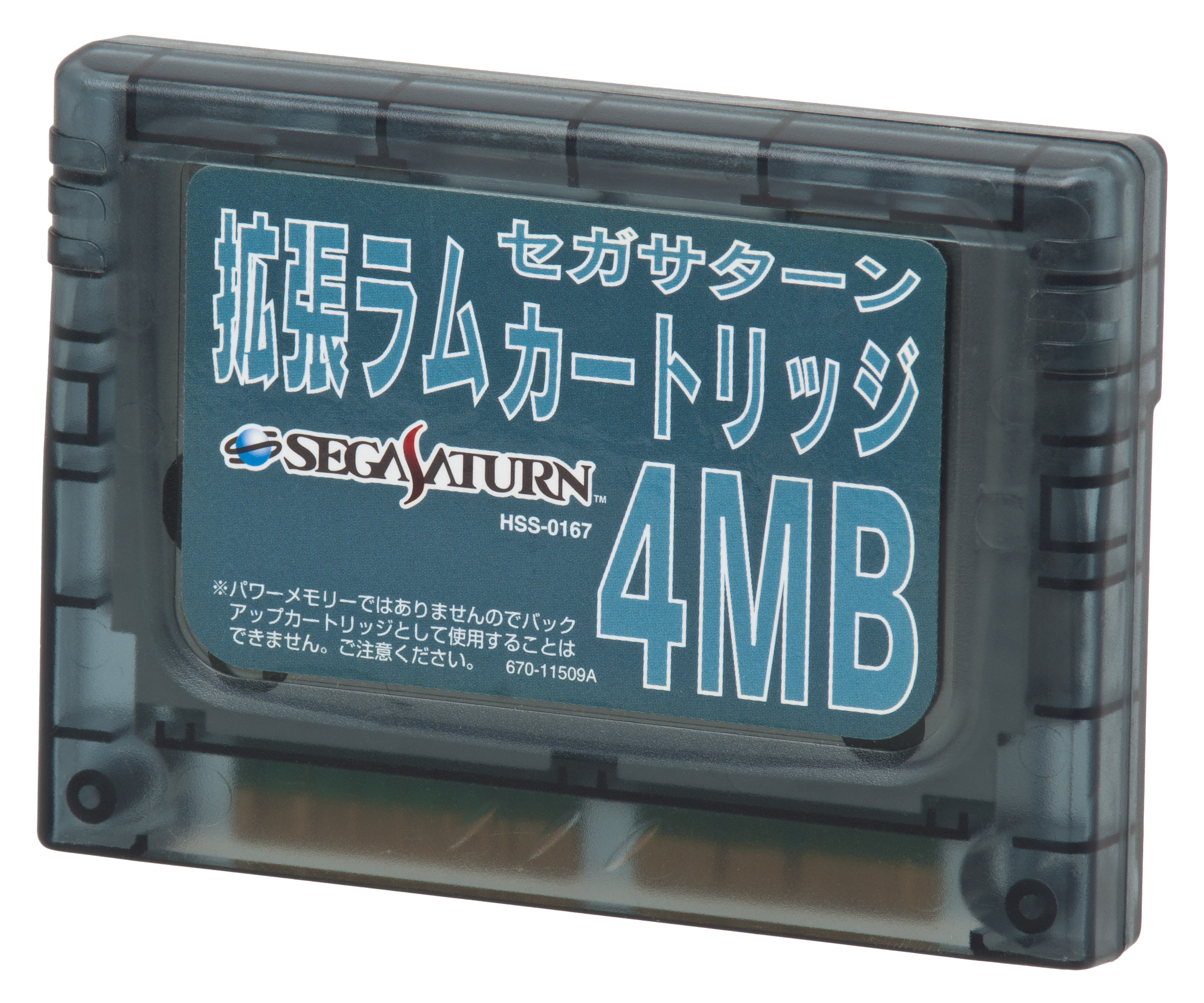
拡張RAMカートリッジ HSS-0167（4MB）
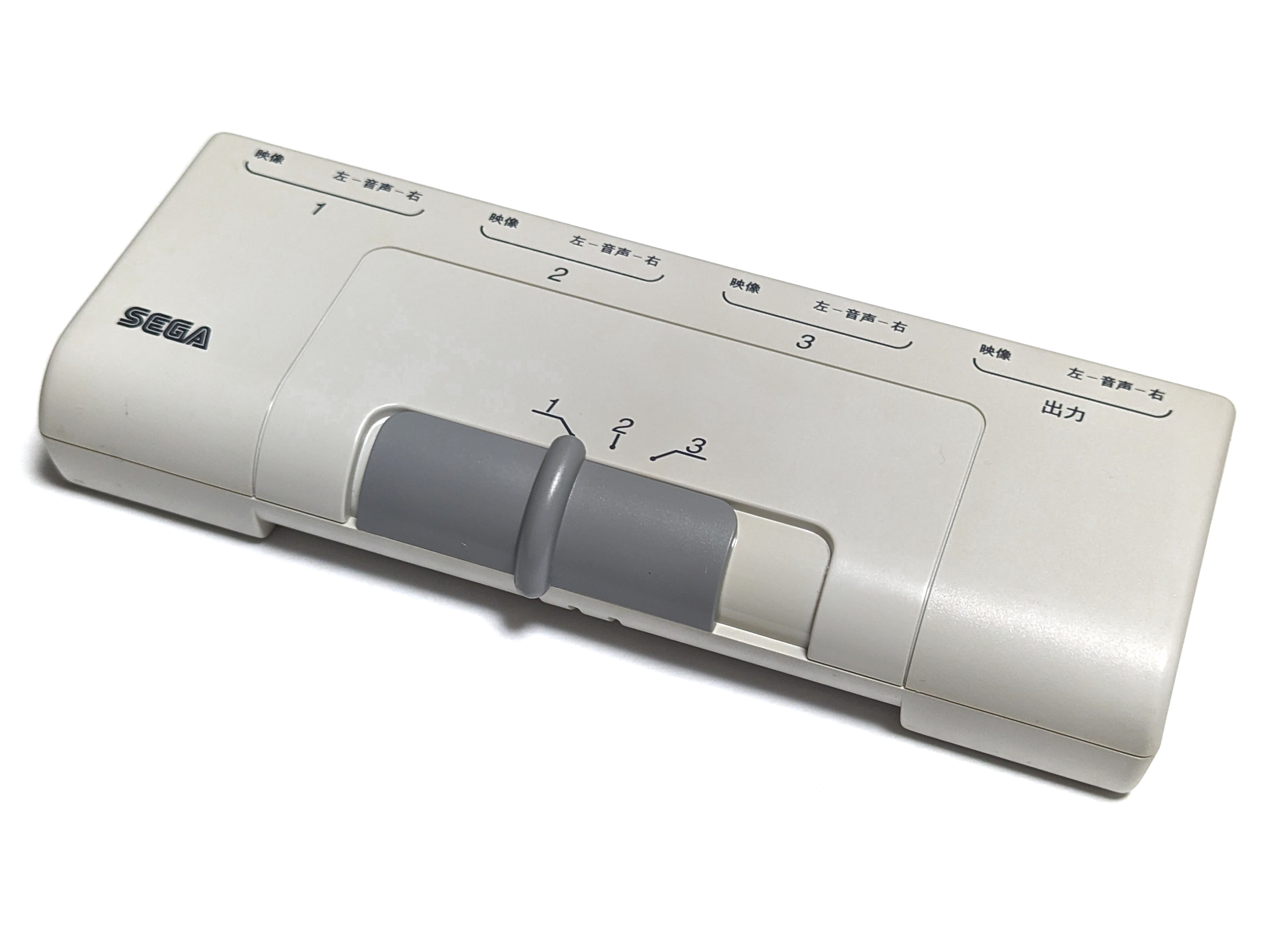
AVセレクター HSS-0155

| 型番                       | 名称                                   | 備考 | 発売日         |
| -------------------------- | -------------------------------------- | --- | -------------- |
| HSS-0101                   | セガサターンコントロールパッド         | 外見のデザインはメガドライブの6ボタンパッドより大きく、L、Rボタンが追加された。本体に1つ同梱。本体色に合わせ、初期は灰色、後期は白となった。 当時のスケルトンブームに合わせ、期間限定でクールパッドが発売された。                                                                                    |                |
| HSS-0102 HSS-0139          | シャトルマウス                         | セガサターン専用ボール式4ボタン(左、中央、右、スタートボタン)マウス。前期型、後期型の違いはセガサターン本体色の変更により灰と白がある。対応ソフトの多さが特徴。 |                |
| HSS-0103                   | マルチターミナル6                      | コントローラーを6個まで繋げられる拡張コネクター。本体に2つを装着すると12個まで増設が可能。サターンボンバーマンなど多人数プレイのためのマルチタップ。 | 1995年1月20日  |
| HSS-0104                   | バーチャスティック                     | セガサターン本体のデザインに似せたアーケードスティック。 |                |
| HSS-0105                   | S端子ケーブル                          | サターン本体をテレビに接続する、S端子のAVケーブル。 同梱のAVケーブルより高画質でプレイできる。 |                |
| HSS-0106                   | ステレオAVケーブル                     | サターン本体をテレビに接続する、映像/音声一体型のケーブル。本体に一つ同梱。 |                |
| HSS-0107                   | 対戦ケーブル                           | ライバル機PSにも同様の製品が存在する（SCPH-1040） 後に有志により当コネクタの3Dプリンター用データが公開された。 |                |
| HSS-0109                   | RGBケーブル                            | テレビ、モニタのRGB21ピン端子を使用するAVケーブル。 詳しくはRGB21ピンを参照 ノイズには比較的弱い。 | 1995年10月12日 |
| HSS-0110                   | RFユニット                             | テレビとRF接続するためのRF変調器付きケーブル。 |                |
| HSS-0111 HSS-0138 HSS-0153 | パワーメモリー                         | ゲームのセーブデータを保存しておくための補助記憶装置。灰と白がある。記憶容量は4Mbit(512KB)。 |                |
| HSS-0112                   | モノラルAVケーブル                     | HSS-0106のモノラル版。 |                |
| HSS-0114                   | ミッションスティック                   | スペースハリアーとの同梱版も発売された。 | 1995年9月29日  |
| HSS-0115 HSS-0141          | レーシングコントローラ                 | 前期型、後期型の違いはセガサターン本体色の変更にあわせてレーシングコントローラー自体の色が変化しているのみ。後年のレーシングコントローラーとは違い、まだフィードバック機能がない懐かしいものとなっている。                                                                                           | 1995年4月1日   |
| HSS-0116                   | セガサターンコードレスパッドセット     | HSS-0125、HSS-0126のセット。 | 1995年4月1日   |
| HSS-0119                   | ムービーカード                         | MPEGデコーダーを搭載しており、ビデオCDの再生が可能になる。また、MPEGの動画を収録したゲームソフトも、動画の再生がなめらかになる。 | 1995年6月23日  |
| HSS-0120                   | 電子ブックオペレーター                 | セガサターンで電子ブックの再生を可能にする。EBXAまでの規格に対応。 | 1993年4月23日  |
| HSS-0121                   | フォトCDオペレーター                   | KodakフォトCDの再生が可能になる。 | 1995年6月23日  |
| HSS-0122 HSS-0152          | バーチャガン                           | 前期型はボタンも含めて黒だが、後期型はボタンが黄色に変更され、側面にセガサターンのロゴが追加された | 1995年11月24日 |
| HSS-0125                   | 赤外線レシーバー                       | コードレスパッドの受光部。 | 1995年4月1日   |
| HSS-0126                   | セガサターンコードレスパッド           | 赤外線を用いたワイヤレスコントローラ。 スイッチ切替でテレビリモコンとしても使用可能。単三乾電池2本必要。 | 1995年4月1日   |
| HSS-0127 HSS-0148 HSS-0160 | セガサターンモデム                     | 「セガサターンネットワークス」サービスにより、XBANDの通信対戦や、インターネット接続などのサービス等を行う際に必要なモデム。本体生産はTDKへ委託。 | 1996年7月27日  |
| HSS-0128                   | セガサターンフロッピーディスクドライブ | 対応ゲームソフトであればセーブデータの保存も可能。ACアダプタはSA-200 | 1996年7月27日  |
| HSS-0129 HSS-0159          | セガサターンキーボード                 | 対応ゲームソフトで使用。『ハビタット2』同梱。 | 1996年7月27日  |
| HSS-0130                   | バーチャスティックプロ                 | セガのアーケード筐体『アストロシティ』のコントロールパネルをそのまま取り外したような形状。厳密にはプラスチックの材質や鉄板厚さが異なり、パーツも一部省略されているが、当時としては業務用に近づけた仕様で、アストロシティ、バーサスシティ、ブラストシティなどの各種コンパネがそのまま取り付けられる。 | 1996年7月26日  |
| HSS-0136                   | バーチャスティック                     | 後期型。アーケード筐体のデザインに似せたアーケードスティック。 | 1996年7月27日  |
| HSS-0137                   | セガマルチコントローラー               | 通称「マルコン」。コントローラーとケーブルが取り外し可能となっており、その間に周辺機器を挟み込む計画もあったが頓挫した。この計画や形状はドリームキャストのコントローラーに引き継がれた。傾き検知センサーに対応した「エアロナイツ」も企画されたという。                                               | 1996年7月5日   |
| HSS-0150                   | 拡張ラムカートリッジ（1MB）            | 前期版は1MB、後期版は4MBワークRAMを拡張する。4MB版は1MB版の上位互換性があるが、不具合を起こすソフトもある。 | 1996年9月20日  |
| HSS-0151 HSS-0154          | ツインスティック                       | 文字通りレバーが2本付いたデジタル入力のアーケード仕様スティック。主に『電脳戦機バーチャロン』用であるが、『機動戦士ガンダム外伝 THE BLUE DESTINY』など他のゲームでも採用された。ツインスティック本体の型番はHSS-0151で電脳戦機バーチャロンパッケージの型番はHSS-0154。                               | 1996年11月29日 |
| HSS-0155                   | AVセレクター                           | 最大3台までの切り替えが可能なAVセレクター。 | 1996年12月13日 |
| HSS-0167                   | 拡張ラムカートリッジ（4MB）            | 後期版は4MBワークRAMを拡張する。4MB版は1MB版の上位互換性があるが、不具合を起こすソフトもある。『ストリートファイターZERO3』など4MBで拡張しなければ動かないゲームソフトもある。スケルトン仕様。 | 1996年11月27日 |

### Vサターン・HIサターン周辺機器
| 型番     | 名称                      | 備考 |
| -------- | ------------------------- | --- |
| RG-CP5   | コントロールパッド        | 前期型Vサターン同梱。 |
| RG-CP6   | コントロールパッド        | 後期型Vサターン同梱。 |
| RG-VC1   | ビデオCDオペレーター      | サターン本体でビデオCDを再生可能にする本体内蔵型周辺機器。 専用ソフト『ルナ シルバースターストーリー MPEG版』を遊ぶ際に必須で、他にも『Moon Cradle』『ウルトラマン図鑑』『ガングリフォン』『サクラ大戦 花組通信』『サクラ大戦 蒸気ラジヲショウ』『セガンドウィンドウ(「センチメンタルグラフティ」同梱品)』『バトルバ』『ファルコムクラシックス』『森高千里「渡良瀬橋/ララサンシャイン」』『悠久の小箱』『湾岸デッドヒート+リアルアレンジ』などが対応している。 |
| RG-VC2   | ツインオペレーター        | 『RG-VC1』を本体に装着することでビデオCDとフォトCDに対応するようになる。MPEG対応ゲームソフトの動画シーンが、よりクリアな映像となる。 ビデオCD Ver.2.0にも対応したためプレイバックコントロール機能などが装備された。 |
| RG-VC3   | ツインオペレーター        | 『RG-VC2』のビデオCD機能が強化され、 海外版PAL方式にも対応している。 |
| RN-M141  | セガサターンモデム        | セガ製と異なり、カード挿入スロットの無いモデム |
| HSS-0118 | コントロールパッド        | ハイサターン同梱。 |
| TP-AVS10 | サターン用ケーブル        | ハイサターン用に発売された専用接続ケーブル。 24型ワイドテレビ「C24-WX50」のサターン端子に接続してこのケーブル一本で映像と音声を送る。言わば日立版AVマルチケーブル。 |
| MKU-1    | カラオケユニット          | ハイサターン用に発売されたカラオケユニット。 セットはユニット本体とサターンと接続するケーブルのみでマイクは付属していない。マイクロフォン端子×2、マイク音量ボリュームスイッチ×2、それに多重音声切替スイッチとエコーボリュームスイッチを一つずつ装備している。 |
| NX-4YD   | 4インチカラー液晶モニター | TFTアクティブマトリックス方式を採用した、ポータブルマルチメディアプレーヤー『ゲーム＆カーナビ ハイサターン（MMP－1000NV）』本体用の液晶モニター。 |
|          | ハイサターンカード        | ハイサターンに内蔵されているカード。 別売りはされておらず、フォトCDを見ることが可能。 |

### 他社製品（ライセンス商品）
| 型番      | 名称                                                     | 発売元     | 備考 |
| --------- | -------------------------------------------------------- | ---------- | --- |
| ASC-0601T | アスキーパッドX                                          | アスキー   | 連射機能付コントローラ。 |
| ASC-0602C | ファイタースティックX                                    | アスキー   | 全体的な配色を黒で統一した、海外版セガサターンに合わせたようなジョイスティック。 『バーチャファイター』向けにA・Y・ZボタンにそれぞれG・P・Kとプリントされている。 |
| ASC-0603G | アスキーグリップX                                        | アスキー   | 片手コントローラ。 |
| IMS-02    | SGトルネードパッド                                       | イマジニア | |
| IMS-03    | SGトルネードスティック                                   | イマジニア | 初期型セガサターンに合わせ、 グレーを基調としたジョイスティック。 |
|           | 電車でGO!コントローラ                                    | タカラ     | |
| SSP-0010  | サンサターンパッド                                       | サン電子   | |
| HC-735    | SBOMジョイカード                                         | ハドソン   | A・B・C・X・Y・Z・L・Rボタンそれぞれに秒間26連射を設定可能。 また、各ボタンを押しっぱなしにするホールド機能とSTARTボタンをオート連射する2段階のスロー機能を装備している。さらにこのスロースイッチのHu-ポジションを使用してゲームの操作性を変化させる機能がハドソン製品に付加されている。『サターンボンバーマン』対応を売りに同ソフトと一緒にSBOMマルチタップ等と同時発売されたタイアップ商品でもあるために、デザインはボンバーマンがモチーフとなっている。2個パック+マルチタップの「対戦パック」等のセット販売品もある。 |
| SS-231    | SS Joypad DX                                             | ビック東海 | |
| HSS-07    | ファイティングスティックSS                               | ホリ電機   | PlayStation用『ファイティングスティックPS』の姉妹品。 |
| HSS-11    | ホリパッドSS                                             | ホリ電機   | 後期型セガサターンに合わせ、白を基調としたコントローラー。 |
| HSS-12    | リアルアーケードVF'(ダッシュ)                            | ホリ電機   | 『バーチャファイター』シリーズ用に特化したジョイスティック。 |
| HSS-14    | ステアリングコントローラ ゼロテックSS                    | ホリ電機   | ラジコン型コントローラ |
|           | SANKYO FF                                                | TEN研究所  | パチンコハンドル型コントローラー |
|           | MIDIアダプタ                                             | ワカ製作所 | 『サターンミュージックスクール』に同梱 |
|           | PC接続ケーブル                                           | アスキー   | 『GAME BASIC for SEGASATURN』に同梱 |
| T-7626G   | サターン用ワープロセット                                 | コーエー   | キヤノン製プリンターBJC-210、専用ワープロソフト、プリンター・インターフェースのセット。 |
| T-7642G   | ワープロ・アップグレードキット（デジタルカメラ対応版）」 | コーエー   | 『サターン用ワープロセット』付属ソフト「イージーワード EGWORD」の改良版とデジタルカメラに対応したプリンター・インターフェースのセット |
| 不明      | SEGA SATURN用ワープロセット DC対応版                     | コーエー   | T-7626GとT-7642Gを統合した商品。 |

## ソフトウェア
セガサターン専用CD-ROMディスクを音楽用CDプレーヤーで再生した時、女性による以下の短めの警告メッセージが2トラック目に流れる。
声優などの音声演出があるゲームを中心に、通常とは異なる警告メッセージに変更されていることもあり、特に『機動戦士ガンダム ギレンの野望』のように警告メッセージだけで1分20秒に及ぶドラマCD並みの長大なものとなっているものもある。タイトルによっては、3トラック目以降にまで音楽データ（主にそのゲームに関連した楽曲）が入っているものまである。
ローンチタイトルは『バーチャファイター』『ワンチャイコネクション』『MYST』『TAMA』『麻雀悟空 天竺』の5タイトル。
セガは当時アーケードの3Dヒット作を多数持っていたため、『デイトナUSA』『バーチャコップ』『ファイティングバイパーズ』『セガラリーチャンピオンシップ』『電脳戦機バーチャロン』など、MODEL2基板タイトルを中心に移植された。
特に代表的なゲームタイトルは『バーチャファイター2』で日本国内ではセガ初のミリオンセラーを記録した。
最後のタイトルは2000年12月7日発売の『悠久幻想曲 保存版 Perpetual Collection』である。

### 年齢制限
セガサターン用ゲームソフトのジャケットには、以下4種類のうちいずれかのアイコンが記載されており、これによってレイティングを示していた。以下、規制の厳しい順に列挙する。
    推奨年齢 全年齢
アイコンは緑。全年齢対象。
    推奨年齢 18才以上
アイコンは黄色。アイコンの真ん中に黄色地に黒い文字で「年齢制限」と書かれていた。18歳以上推奨。「18推」と略される。
    推奨年齢 MA-18
アイコンは水色。「Mature Age 18」の略。海外で展開されたセガハードのレイティングを日本で適用したもので、日本語に訳せば「18歳以上推奨」となるので、上記の推奨年齢18歳以上と同等のレイティングである。日本で適用されたのは『アイドル雀士スーチーパイSpecial』のみ。
    X指定 18才以上
アイコンは赤。「18禁」とも呼ばれる。他の3つのアイコンは黒地に白い文字で「推奨年齢」と書かれていたがこれには「推奨年齢」はなく「X指定 18才以上」とのみ書かれていた
セガサターンの初期段階では、一部のジャンルのソフトに残虐な暴力や性描写などを理由に18禁（通称：X指定）などの年齢制限（CERO：Z（18才以上のみ対象）ないしCERO：D（17才以上対象）に相当）を設けて販売を許可していた。
消費者の一部には後々性表現を前提としたアダルトゲーム（エロゲー）の移植を期待するユーザーもいたが、1996年頃から「X指定」に区分されるゲームの発売が認められなくなった。
それ以降、暴力・性表現を抑える形で「年齢制限（推奨年齢18才以上）」に限って発売が認められるようになった。

### 流通
セガは日本国内において、任天堂寄りの玩具問屋団体「初心会」を経由して自社の家庭用ゲーム機とゲームソフトを販売しなければならないことに不満を持っていた。そこでセガは、セガサターンの発売に先立つ1994年9月、セガサターンのハードとソフトを専門に扱う卸売子会社「セガユナイテッド」を設立した。この会社は一次問屋の役割を持つとともに大手ゲーム販売専門店との直接取引を行うもので、いくつかの二次問屋からも出資が行われた。さらにセガはハピネットやムーミンといった非初心会系の玩具問屋を流通システムに取り込むとともに、日立メディアフォースとの提携により家電の販売ルートを、東芝EMIとの提携によりレコードの販売ルートを活用した。これによりセガは日本国内でセガサターンを取り扱う小売店の数を急拡大させた。しかし親会社のソニー・ミュージックエンタテインメントのCD-ROM生産設備を使用できたソニー・コンピュータエンタテインメント（以下、SCE）と異なりセガはCD-ROMの生産設備を所有しなかったため、CD-ROMの特性を生かした柔軟な生産調整を行うことはできず、見込み生産による投機的ソフト流通という点で任天堂と同じ問題を抱えたままであった。
1997年にセガはセガユナイテッドとムーミンを合併させ、「セガ・ミューズ」へと再編した。セガ・ミューズはSCEの流通システムを模倣し小売店への直販化・直送化を推し進め、リピート発注にかかる期間の短縮を図るとともに、サターンを取り扱う小売店の絞込みを行った。
その一方で、プラットフォームホルダーによるゲームソフト流通のコントロールを嫌った有力ソフトメーカー各社は、コナミが1996年4月からPlayStation用ソフトにおいて自主流通を開始したのを皮切りに、セガ（の卸売子会社）を介さず量販店・大手小売チェーン店に直接ソフトを卸売販売する自主流通を日本国内で開始した。

## 広告
広告展開の面においては、「コーンヘッド」と呼ばれる頭部の大きい土星人や、「セガール」、「アンソニー」の二匹のチンパンジーによる比較広告などで評判を集めた。メインCPUに32ビットプロセッサSH-2を2基搭載していたことから、セガは「64ビット級」と呼称して宣伝した。
白サターン登場以降は『仮面ライダー』の本郷猛（仮面ライダー1号）で有名な藤岡弘、を起用し、さまざまな若者や子供に技をかけ、「セガサターン、シロ!」と叫ぶものや、スケートリンクを裸足で走ったり、瓦を頭で割るといった強烈なインパクトのCMを流した。その後、ゲーム化もされ、せがた三四郎シリーズを展開する。これらはゲームファン層以外にも話題になった。

## 反響

### 日本
ほぼ同時期に発売されたPlayStationや後発のNINTENDO64など、当時の「次世代ゲーム機」と呼ばれた機種と共に一時代を築いた。これら3機種の中では最も早く発売し、日本市場においてサターンは発売日に20万台、発売1か月で50万台、6か月でPlayStationよりも先に100万台セールスを達成するなど、セガの歴代コンソールとしては最も好調な売り上げを記録。1996年までは後にトップシェアハードとなるPlayStationよりも普及していた。
ソフトも『バーチャファイター2』の130万本をはじめ『バーチャファイター』『デイトナUSA』『ファイターズメガミックス』『セガラリーチャンピオンシップ』『サクラ大戦2』『スーパーロボット大戦F 完結編』といった50万本を超えるヒット作を連発した。
しかしハード・ソフトの両面からライバル機に対して劣勢になっていった。
ハード面
開発者としてはハードの使いこなしに時間がかかったり、3Dソフト開発においてもある癖を理解しないとパフォーマンスが発揮できないなど、開発現場からは不評であった。
初期の開発キットの価格はPlayStationよりも高価かつ開発が難しく、安価で開発が容易な開発キットとライブラリの登場が1995年から1996年頃と遅れたために、中小サードパーティがPlayStationに流れたことが、PlayStationに次世代機戦争で敗北する遠因の一つとなった。
ライバル機の低価格攻勢に対して、後期型では内部的なコストダウンが逐次行われ、末期には2基のCPUやVDPをワンチップ化するなど、ライバル機と同様にコストダウンをしていくが、CPUなどを始めとした部品点数の多さや複数社からの多数の半導体を採用した関係による複雑なハード構成であったことに加え、外注による生産であったため、大幅なコストダウンが効かず、その状態で価格競争に対抗して値下げを続けた結果、多額の赤字を計上することとなり、セガは体力を消耗させていった。このコストダウンにおけるワンチップ化などの影響で一部のソフトとの互換性が失われた。
セガは日立と手を組んでおり、店頭デモ機や雑誌に掲載の画面では従来の4:3での表示が標準であったが、ソニーは自社製トリニトロンのワイドテレビ（16:9）を使用しており、宣伝戦でも差をつけられていた（日本国内版の起動画面は16:9に合わせてバランスが取れるよう調整されている）。
ソフト面
PlayStation陣営が、当時ドラゴンクエストシリーズのエニックスと双璧を成していた、ファイナルファンタジーシリーズを擁するスクウェアのPlayStationの参入と、当時最新作であった『ファイナルファンタジーVII』の開発がスタートしたことを1996年1月に発表。発売の前年から大量のTVCMや広告を投入するといった入念な販売戦略が功を奏したこともあり優位に立たれた。
ライバル機よりも優位な2Dグラフィック、実写取り込みに有利な、動画の圧縮効率を重視したCinepak規格を採用したものの、PlayStationではJPEG画像を連続して表示させるアニメーション方式（Motion JPEG）を採用したため静止画そのものはCinepakよりも良好（雑誌掲載時に優位）で、更に3DOやPlayStationやNINTENDO64といったライバル機が3Dグラフィックの面で優れており、前述の2つを活用したソフトに恵まれず売り上げが伸び悩んだ。
こうして、十分な対策と成果を上げられないまま、新たな市場の形成を迫られたセガはサターンの拡販を打ち切り、低コストかつ競合機より強力な後継機「ドリームキャスト」の投入を決断。ドリームキャストが新聞広告で1998年5月22日に発表されてからはサターン市場は多大な影響を受け、1998年6月以降はソフトの出荷本数も大幅に減少したこともあり、1998年には215タイトルがサターンでリリースされたものの、1999年には17本と激減。翌2000年に本体の生産やソフトの開発が終了した。
一方で3Dに特化した競合機のPlayStationやNINTENDO64と違って、旧来のゲーム機を正統進化させたオーソドックスなBG画面とスプライト/ポリゴン機能の両面を活かせるアーキテクチャであり、その性能は既存の2D対戦格闘ゲームやシューティングゲーム等にも適していたこともあって業務用ゲームから数多くのタイトルが移植され、同時代の他機種に移植された同名タイトルと比べても出来が良いと評価されている作品も多かった。同時期に稼働したセガサターン互換のST-V基板からの移植や、『バーチャファイターリミックス』などST-Vとサターンでほぼ同時発売されたソフトもあった。
またコントローラの操作性の評価は高く、純正品はのちに登場したアナログスティックや振動機能はないが、利用者からは「サターンパッド」の愛称で呼ばれている。1997年にはアイ・オー・データ機器より、セガサターン用コントローラをPC用のゲームパッドとして使える拡張ボード「IF-SEGAシリーズ」が発売された。2018年には有志によってこの拡張ボード互換の同人ハードウェアが頒布されている。2004年6月24日に発売された『ぷよぷよフィーバー』にはMac OS X版の同梱用コントローラとして、セガ・ロジスティクスサービスより、セガサターンの純正コントロールパッドと同デザインのゲームパッドがUSB1.1接続仕様で復刻。翌月よりMacintoshとWindows用として単品発売されている。2005年3月24日にPS2用も発売された。

### 北米
元々セガの歴代家庭用コンソールは海外市場への依存度が非常に高いが、中でもかつてセガが強さを発揮していた北米市場においては、次世代機の発売ではなくこれまで好調だったジェネシス（北米版メガドライブ）市場を保持する判断を下したセガ・オブ・アメリカが主導で開発したスーパー32Xを投入。
セガ・オブ・アメリカはサターンの1996年発売を主張したものの、その意向に反して1995年5月に急遽サターンを発売することになった経緯があり、そのため、主に北米市場で絶大な人気を誇っている「ソニックシリーズ」作品がスーパー32Xで発売され、サターンへの投入が遅れるといったソフトウェア戦略や当初のサターンの販売店の少なさが北米ユーザーの混乱を招いた。日本で人気を博したバーチャファイターが米国で受け入れられなかった（相撲を基とするリングアウトの認識が無い）こともセガ人気凋落の一因である。
さらにはソニーが1995年のE3においてPlayStationをサターンより100ドル安い299ドルで発売することを発表したことも、うまく世代を移行させられなかった要因となった。

## エミュレータ
エミュレータの開発が極めて難しかったが、シティコネクションが2021年に商用エミュレータ「ゼブラエンジン」の開発に成功し、セガサターンのゲームを現行機に移植する「サターントリビュート」シリーズがNintendo SwitchやPS4などで展開されている。